# Kaiserwald (Steiermark)

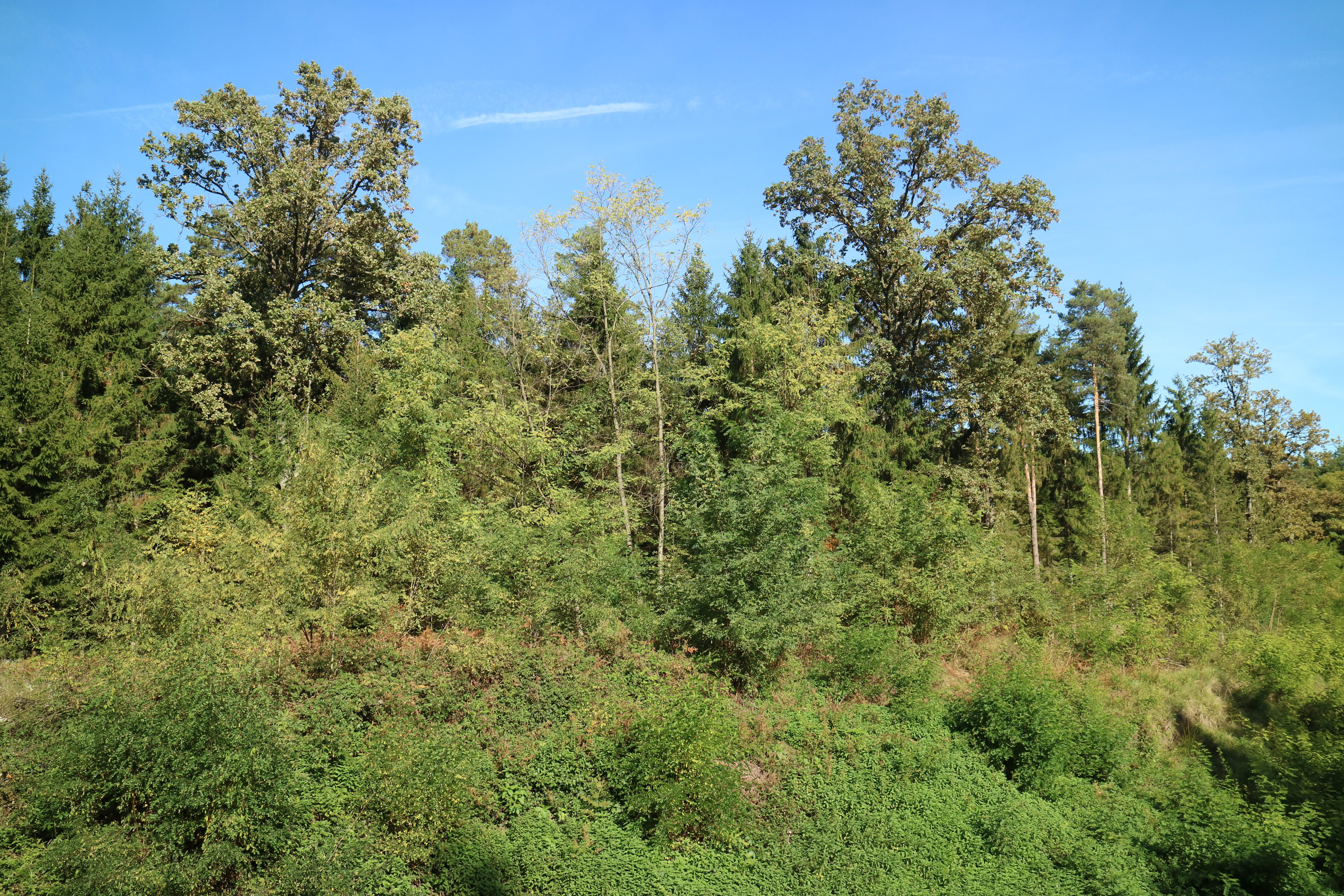
Mischwald in der Marktgemeinde Premstätten

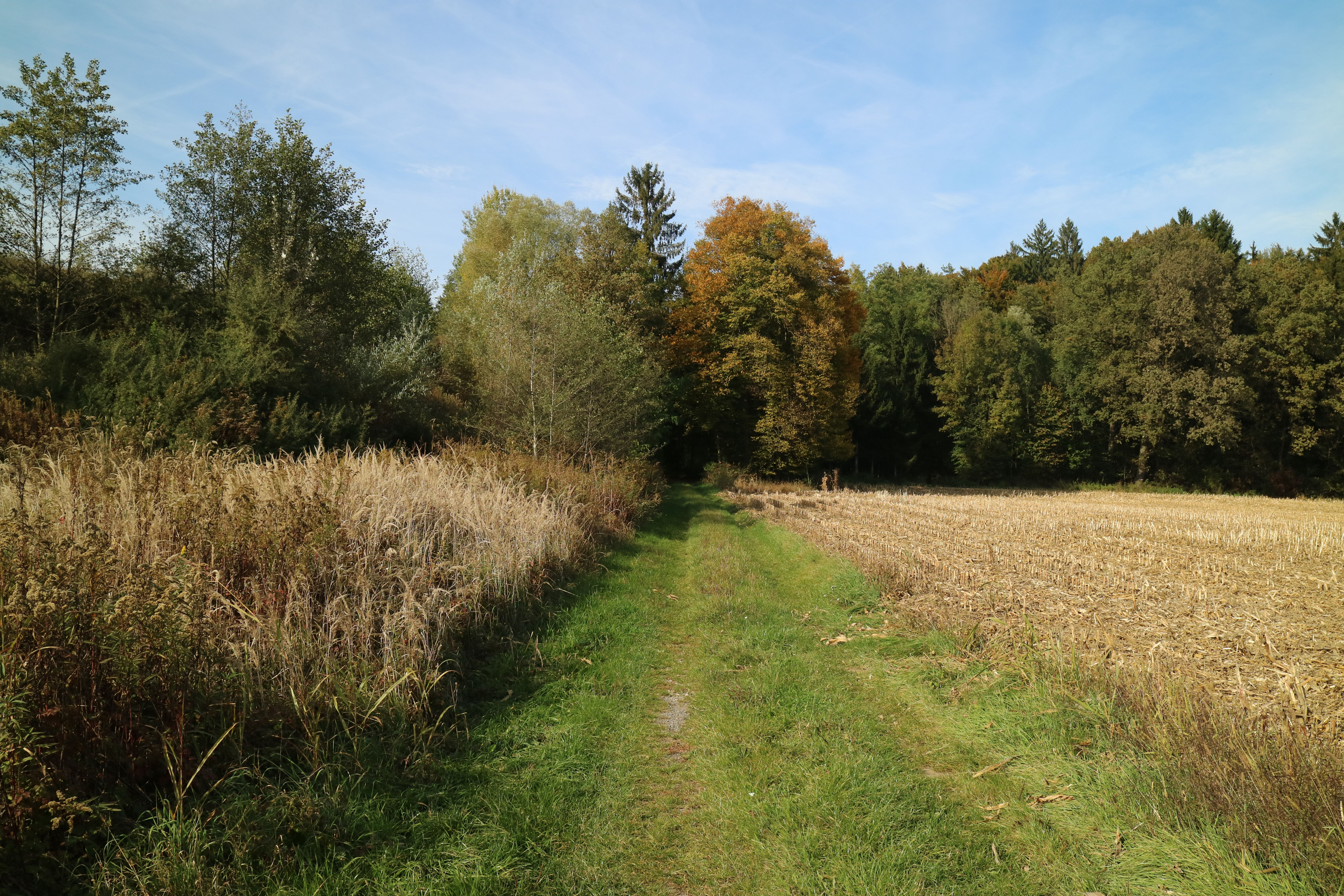
Waldrand bei Weitendorf

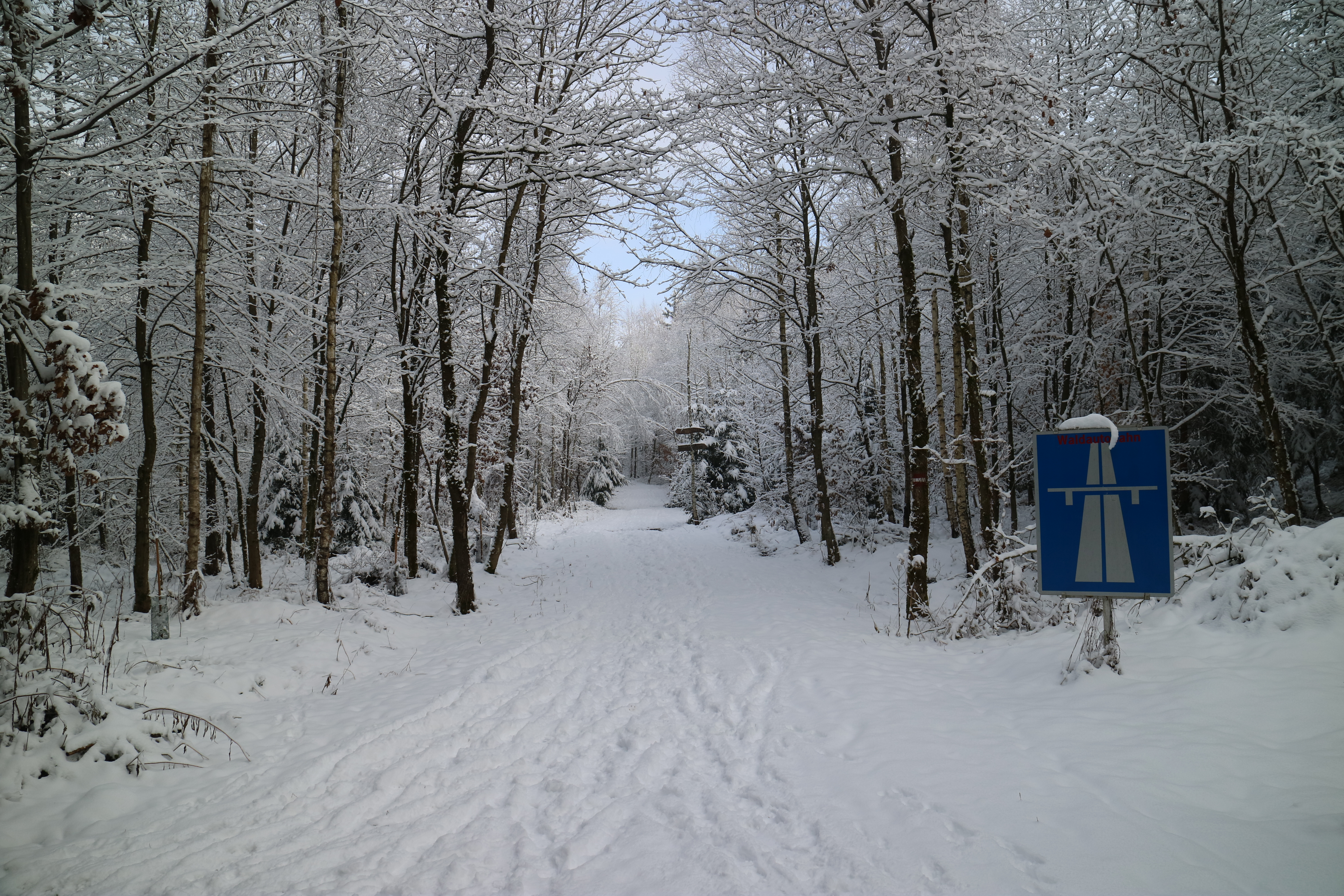
Forstweg im Winterkleid

Der Kaiserwald ist ein Waldgebiet im österreichischen Bundesland Steiermark wenige Kilometer südwestlich der Landeshauptstadt Graz. Sein geologischer Standort, die Kaiserwaldterrasse, ist ein lehmbedecktes eiszeitliches Schotterplateau über dem Grazer Feld. Die Lehmhaube, die in der Vergangenheit eine örtliche Ziegelindustrie ermöglichte, sorgt für eine charakteristische Grundwasserhydrologie. Botanisch gesehen handelt es sich um einen Mischwald mit Föhren und Stieleichen als bestimmenden Bäumen, der verschiedensten Tierarten Lebensraum bietet und dadurch für Jahrhunderte als landesfürstlicher Forst diente. Bedeutsam ist das Gebiet zudem durch die zahlreichen römerzeitlichen Hügelgräber.
Im Zweiten Weltkrieg war der Kaiserwald Schauplatz von Rüstungstätigkeiten der Wehrmacht. Heute dienen weite Teile des gut 30 Quadratkilometer großen Waldes als Erholungsraum und Wirtschaftswald. Teile sind als Schutzgebiete ausgewiesen. Durch seine ökologische und klimawirksame Relevanz ist der Wald als Grünzone in den örtlichen Entwicklungskonzepten der umliegenden Gemeinden verankert. Mit der Graz-Köflacher Bahn (GKB) und der Süd-Autobahn A 2 durchqueren zwei wichtige Verkehrswege den Kaiserwald.

## Geographie

### Lage und Umgebung

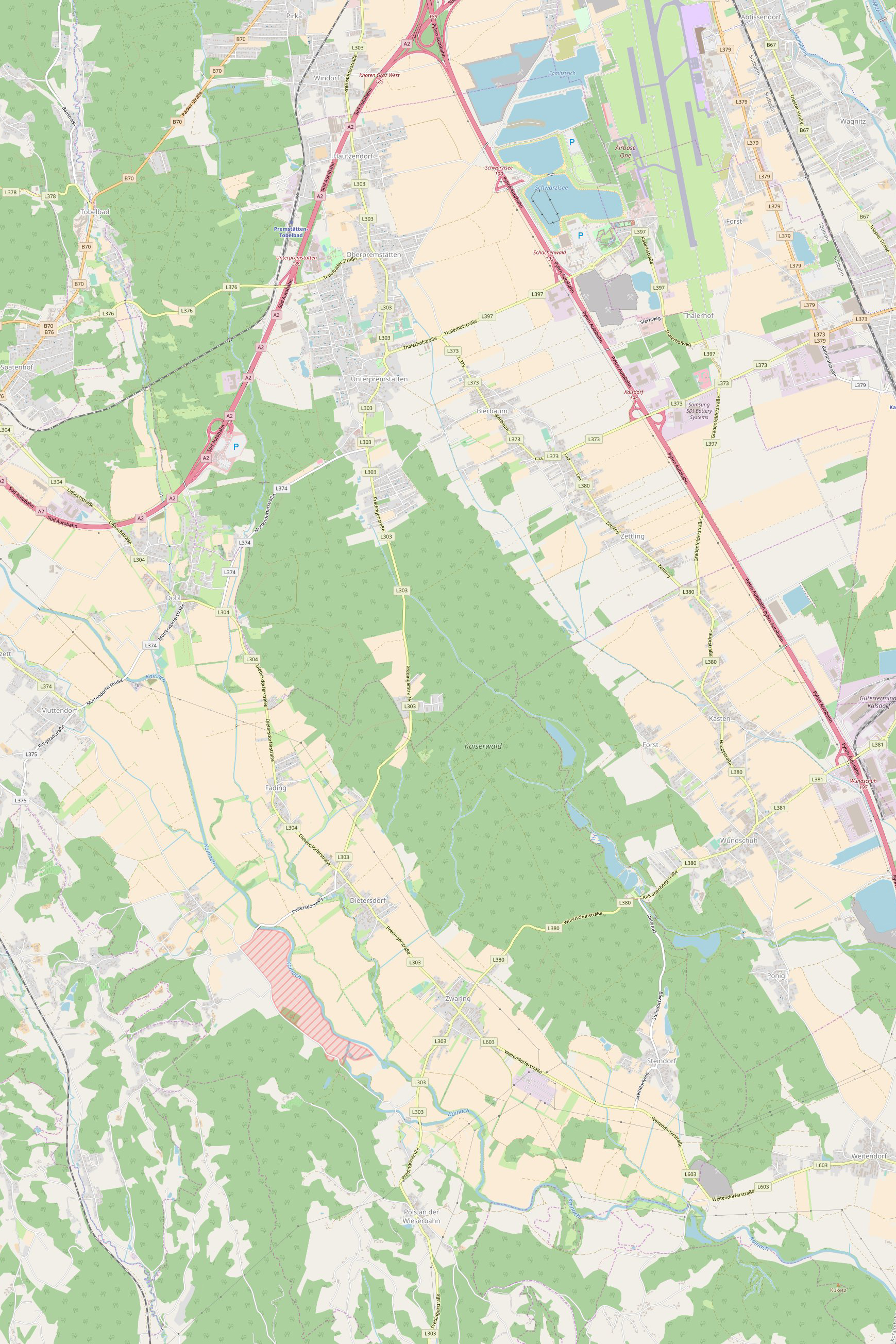
Übersichtskarte (OSM)

Der Kaiserwald liegt in der Region Weststeiermark. Er schließt im Süden an die Ausläufer des Plabutsch-Buchkogelzuges und das Weststeirische Hügelland an und erstreckt sich parallel zum östlich gelegenen Grazer Feld (Murtal). Im Westen und Süden wird die Kaiserwaldterrasse vom unteren Kainachtal begrenzt. Die geomorphologische Grenze liegt im Norden auf rund 365 m ü. A., wo eine unmittelbare Versteilung des Geländes erfolgt, im Nordwesten im Raum Spatenhof.
Eine historisch akkurate Grenzziehung Richtung Norden und Nordwesten ist nur schwer möglich. Bis zum Verkauf des Waldes im 19. Jahrhundert befanden sich einige Parzellen jenseits der heutigen Packer Straße ebenfalls in landesfürstlichem Besitz und trugen die Bezeichnung Kaiserwald. Der Wald erstreckt sich auf einer Länge von etwa 13 Kilometern in nordwest-südöstlicher Richtung und misst in der Breite zwischen 1,5 und 2,5 Kilometer. Die Gesamtfläche beträgt etwa 30 Quadratkilometer inklusive der eingeschlossenen Nutzflächen. Das Grazer Stadtzentrum liegt rund neun Kilometer vom nordöstlichen Waldrand bei Pirka entfernt.
Folgende Gemeinden haben (von Nord nach Süd) Anteil am Kaiserwald:
- Seiersberg-Pirka
- Haselsdorf-Tobelbad
- Premstätten
- Lieboch
- Dobl-Zwaring
- Wundschuh
- Wildon

### Geologie

Aufgeschlossene, stark erodierte Lehmhaube in der ehemaligen Lehmgrube Unterpremstätten, Blickrichtung Nordwesten

Die Kaiserwaldterrasse ist ein von Gräben zerschnittenes Plateau, das sich morphologisch und geologisch deutlich von seiner Umgebung unterscheidet. Im Durchschnitt erhebt sich die Terrasse 27 Meter über dem Grazer Feld und 35 Meter über dem Kainachtal. Anhand zahlreicher Bohrungen, Brunnen und Hanganrisse erkannte man eine Schotterterrasse verschieden mächtiger Lehmüberdeckung. Aufgrund fortschreitender erosiver Prozesse weisen mittlerweile nur noch rund 55 Prozent der Kaiserwaldterrasse Plateaucharakter auf, der zerschnittene Rest verfügt über steilere Böschungen und somit geringere Sedimentmächtigkeiten.
Arthur Winkler-Hermaden datierte die Geländeform in die Günz- und Mindel-Kaltzeiten des Pleistozäns und fasste die Lehmhaube als interglaziale Aulehmbildung auf. Am Ostrand sind der Kaiserwaldterrasse jüngere Terrassenreste vorgelagert, so etwa zwischen Windorf und Hautzendorf aus der Riß-Kaltzeit, deren Relikte sich auch in Graz-Wetzelsdorf nachweisen lassen. Die südöstliche Fortsetzung der Kaiserwaldterrasse zwischen Steindorf, Ponigl und Weitendorf liegt lediglich zehn Meter über dem Niveau der Würm-Hauptterrasse (Grazer Feld) und wurde von Winkler-Hermaden dem Helfbrunner Niveau zugeordnet. Während die pleistozäne Entstehung der Schotterterrasse heute als gesichert gilt, wurde die Aulehmtheorie von Julius Fink entkräftet. Er interpretiert die Lehme als mehrphasig entstandene äolische Anwehungen aus den nahegelegenen Schotterfeldern der Mur. Lößproben mit unterschiedlichen Quarz- und Feldspatverhältnissen deuten ebenfalls darauf hin.
Der durchschnittlich 13 Meter mächtige Kieskörper mit schluffig-sandigen Beimengungen besteht aus Gneisen, kristallinen Schiefern, Pegmatit, Amphibolit und Quarz. Karbonatgesteine fehlen unter den teilweise stark aufgewitterten Geröllen. Röntgendiffraktometrische Untersuchungen ergaben zudem Kaolinit als Produkt der Feldspatverwitterung. Die Lehmhaube mit unterschiedlichen Ton-, Schluff- und Sandanteilen weist im Schnitt eine Mächtigkeit von sechs Meter auf, die jedoch stark variiert, und ist durch fossile Bodenhorizonte gegliedert.
Die Grenze zwischen beiden Schichten ist mitunter fließend. Durch relativ hohe Niederschläge entstanden landwirtschaftlich unbrauchbare Pseudogleye.
Die Ziegelindustrie machte sich lange Zeit die Lehmdecke zunutze. So entstand 1869 auf Initiative von Ferdinand Portugall in Unterpremstätten ein erstes Werk, aus dem sich die 1893 gegründete Erste Premstättner Falzziegelfabrik Anton Haas & Co. entwickelte. In Spitzenzeiten produzierten zwischen 150 und 200 Arbeiter über sieben Millionen Dachziegel pro Jahr.
Auch in Wundschuh wurden Anfang der 1970er Jahre jährlich noch vier Millionen Ziegel hergestellt.
In den Lehm- und Schotterablagerungen fand man bei Bauarbeiten in Weitendorf einen mehr als 10.000 Jahre alten Backenzahn eines Wollhaarmammuts (Mammuthus primigenius).
Am Südende des Kaiserwaldes liegt der Basaltsteinbruch Weitendorf, an dem ein kleiner Teil einer bis zu 40 Meter mächtigen Basaltdecke zutage tritt. Sie erstreckt sich auf einer Fläche von etwa zehn Quadratkilometern zwischen Weitendorf und Wundschuh. Förderspalten dürften sich einerseits im Bereich des Steinbruches von Weitendorf, andererseits im Umfeld der Gemeinde Wundschuh befunden haben, wo man in den 50er und 60er-Jahren bei Bohrungen in 25 bis 35 Meter Tiefe auf den Vulkanit stieß.

### Hydrologie und Hydrogeologie
Aufgrund der wasserstauenden Lehmhaube erfolgt der Abfluss auf der Kaiserwaldterrasse größtenteils oberirdisch. Die bestimmenden Fließgewässer Gepringbach und Poniglbach tragen zur stark zerfurchten Morphologie des Plateaus bei. Während der Poniglbach den Schotterkomplex erodiert, schneidet sich der Gepringbach tief in den Gesteinsuntergrund ein. Der Schotterkörper, der aufgrund hoher lehmiger Anteile nur eine geringe Wasserführung aufweist, ruht auf einem Sockel jungtertiärer Feinsedimente, dessen Oberkante über dem Niveau der Würmterrassenoberfläche ausstreicht.
Mitte der 1970er Jahre konnten an dieser Schichtgrenze zahlreiche Überlaufquellen kartiert werden.
Insgesamt 36 Quellen verteilen sich auf dem südlichen Abschnitt des Terrassenrandes. Während die Wasseraustritte auf der Südwestseite in sieben bis acht Meter über dem Talboden der Kainach durchgehend vorkommen, treten sie im Osten nur zwischen Premstätten und Wundschuh auf, wo die Würmterrasse unmittelbar an die Kaiserwaldterrasse angrenzt. Die Untersuchung dreier ausgewählter Quellen ergab Schüttungen von rund 1,5 l/s. Weil die Lehmhaube Sickerwasser und eine gute Durchmischung im Aquifer weitgehend verhindert, erklärt sich die geringe Schüttungsschwankung mit dem gleichmäßigen Input. Nach ergiebigen Niederschlägen kommt es im Kaiserwald oft zur Ansammlung von Meteorwässern in Tümpeln und Niederungen. Die Grundwasseranreicherung erfolgt im äußersten Norden der Terrasse durch Infiltration von den südlichen Ausläufern des Florianibergs, wo die Kaiserwaldterrasse in direktem Kontakt zur Dolomit-Sandstein-Folge und grobklastischen Lockersedimenten des Grazer Paläozoikums steht. Im Süden konnte durch die relativ hohen Temperaturschwankungen der besagten Quellen eine Infiltration durch die Oberflächengerinne nachgewiesen werden, die im Zuge ihrer erosiven Tätigkeit Sande und Kiese aufschließen. Diese Verbindung ist wasserwirtschaftlich insofern bedeutend, dass der perennierende Input eine regelmäßige Wasserentnahme sichert.
Darüber hinaus bietet die Lehmüberdeckung einen guten Verunreinigungsschutz des oft durch hohe Eisengehalte und Sauerstoffunterversorgung gekennzeichneten Grundwassers.

### Klima
Der Kaiserwald ist Teil der Klimaregion Grazer Feld mit unterem Kainachtal, die durch ein Kontinentalklima mit Jahresmitteltemperaturen um 8,7 °C – die Jännermittel liegen bei −2,4 °C, die Julimittel bei 19,1 °C – und einem Jahresniederschlag um 833 Millimeter an der ZAMG-Station Graz-Flughafen gekennzeichnet ist. Die Vegetationsperiode (Temperaturmittel ≥ 5 °C) dauert im Schnitt gut 230 Tage von Anfang März bis Anfang November. Die je nach Lage variierende relative Sonnenscheindauer beträgt im Jahresmittel 42 Prozent.
In lokalklimatischer Hinsicht weist die Terrasse jedoch einige erhebliche Abweichungen zum Grazer Feld auf. Bezüglich der Klimaeignung werden der Kaiserwaldterrasse günstigere Wohn- und Gewerbestandorte als der tiefer liegenden Würm-Hauptterrasse attestiert, was vor allem auf die geringere Inversionsgefährdung zurückzuführen ist. Aufgrund örtlich entstehender Kaltluft hält sich die Wärmegunst allerdings in Grenzen, was eine Klassifikation als „wenig begünstigte Terrassenlage“ zur Folge hat. Ein deutlicher Vorteil gegenüber dem unmittelbaren Umfeld zeigt sich hingegen in der Nebelhäufigkeit, die mit 70 bis 100 Jahrestagen im Vergleich zum nahegelegenen Flughafen (149 Tage) gering ausfällt. Am Helfbrunner Niveau zwischen Steindorf, Ponigl und Weitendorf ist dieser Effekt nur begrenzt spürbar. Kennzeichnend für die Kaiserwaldterrasse ist auch die geringe bis mäßige Durchlüftung mit einem Jahresmittel der Windgeschwindigkeit von 1,5 Meter pro Sekunde. Hauptströmungsrichtung ist wie im gesamten Grazer Becken Nordwest. Besondere Bedingungen im Hinblick auf Nebel-, Kaltluft- und Strömungsverhältnisse herrschen in den Einschnitten von Gepringbach und Doblbach sowie einigen kleineren Seitengräben mit geringer Windscherung. Im Tal des Doblbaches kann es am Bahndamm der GKB sowie an der Autobahntrasse zu Kaltluftstau kommen.
Als klimawirksamer Bereich leistet der Kaiserwald einen wertvollen Beitrag zur nachhaltigen Raumentwicklung auf regionaler Ebene.

## Flora und Fauna

### Flora

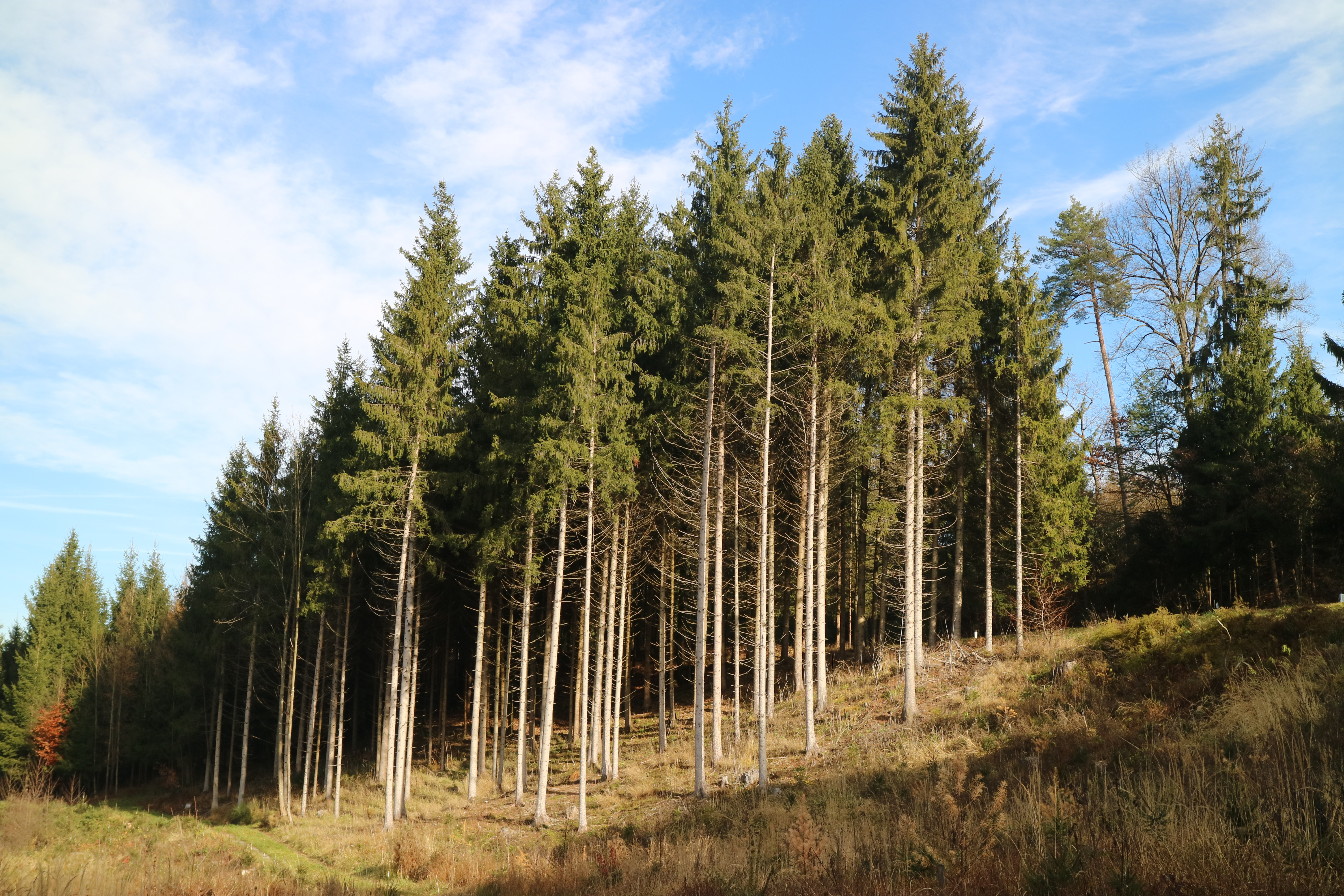
Fichtenmonokultur zwischen Unterpremstätten und Dobl

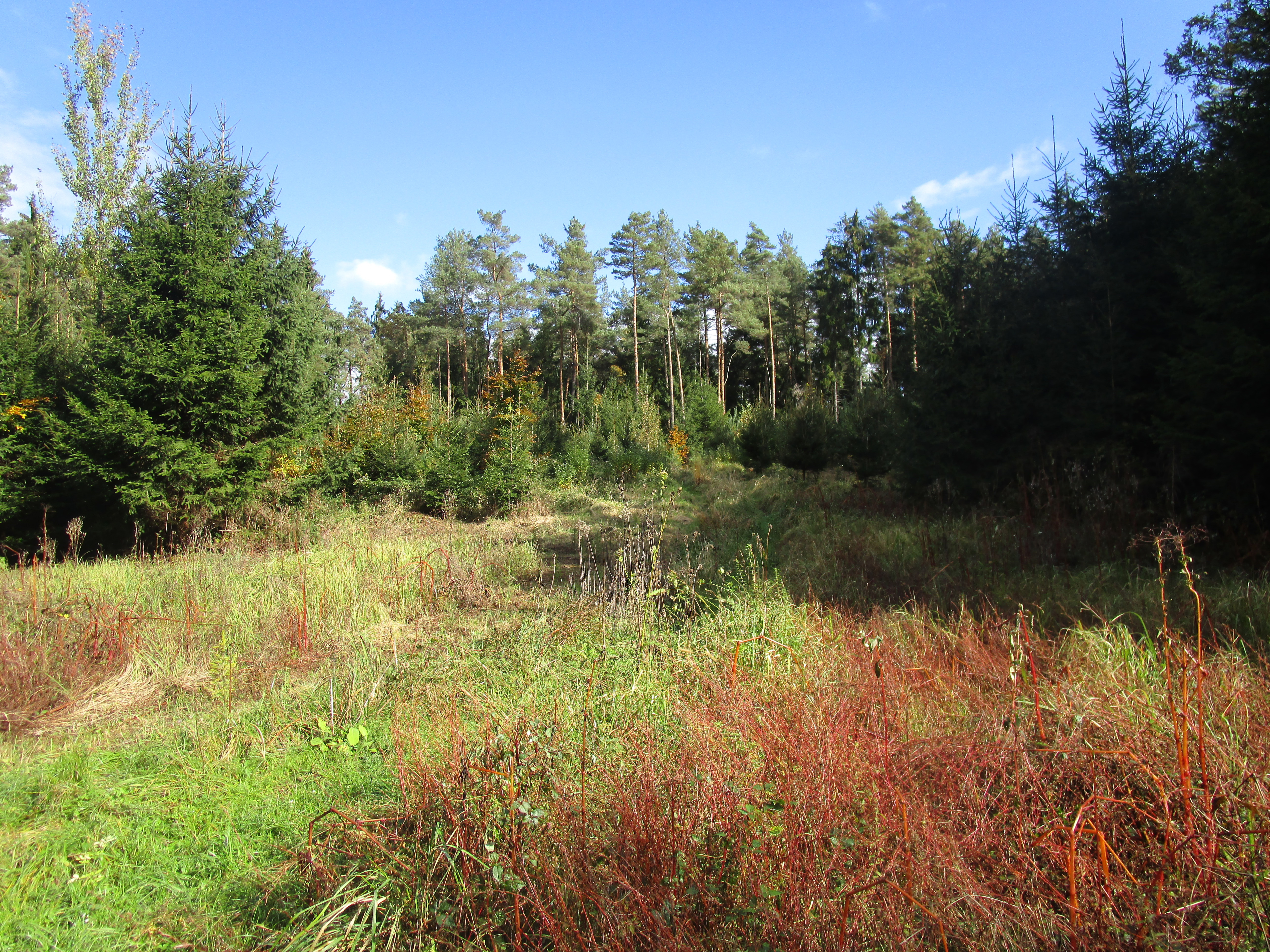
Kahlschlagflora mit Drüsigem Springkraut südlich von Pirka

In Bestandsstruktur und Artenzusammensetzung entspricht der Kaiserwald größtenteils den potenziell-natürlichen Waldtypen der Region. Dazwischen bestehen einige Fichten-Monokulturen, an anderen Stellen zeigt das weitgehend geschlossene Waldgebiet Spuren früherer Streunutzung. Insgesamt dominiert die Pflanzengesellschaft des pfeifengrasreichen Föhren-Stieleichen-Waldes auf feucht-sauren vergleyten Böden, in der auch Buchen, Birken, Schwarzerle, Eberesche und Vogelkirsche vorkommen. Neben dichten Pfeifengrasbeständen bilden Heidekräuter, Heidelbeere und Preiselbeere die Krautschicht. Die Moosschicht bilden Bürstenmoose, Glanzmoose, Gabelzahnmoose, Weißmoos und sogar Torfmoose, die von den sauren Bodenverhältnissen profitieren.
Eine Ausnahme in pflanzensoziologischer Hinsicht stellt der tertiäre Tobelbader Berg dar. Dort dominiert der heidelbeerreiche Föhrenmischwald, mit Beständen von Rotföhren mit eingestreuten Fichten und Rotbuchen. Die Stieleiche tritt zugunsten der Edelkastanie zurück. Während im Unterwuchs der Faulbaum als bestimmende Art auftritt, nehmen Heidelbeere, Adlerfarn, Brombeeren, Preiselbeere, verschiedene Ginsterarten, Heidekraut, Wachtelweizen, Waldhabichtskraut, Reitgräser, Schlängelschmiele und Schmalblättrige Hainsimse die Krautschicht ein. Im Frühjahr kommen stellenweise Maiglöckchen und Waldhyazinthen zum Vorschein.
Mancherorts entsteht eine Kahlschlagsukzession. Die Krautschicht wird dort durch Straußgräser, Flatterbinse, Ohrweide, Wirbeldost und Blutwurz ergänzt. Daneben treten Neophyten wie Drüsiges Springkraut oder Kanadische Goldrute auf. Ebenso herrschen entlang der zahlreichen Bachläufe und an den Teichufern spezielle Bedingungen vor. Schwarzerlenbrüche mit Grauerle, Esche und Weißbirke werden im Unterwuchs durch Feuchte- und Nässezeiger wie Brennnesseln, Kälberkröpfe, Mädesüß, Sumpfdotterblume, Kuckuckslichtnelke, Bach-Kratzdistel, Sumpf-Pippau, Sumpfvergissmeinnicht und Einbeere ergänzt. An den Böschungen der Lehmgruben kommen neben Schwarzerle, Stieleiche und Birke verschiedene Weidenarten sowie der Gemeine Schneeball vor. Es handelt sich dabei um Pionierstadien von Bruchwaldgesellschaften.
An der Straße von Zettling in den Kaiserwald stellte Josef Eggler 1927 auf stark vernässten Torfmoosflecken das Vorkommen von Rundblättrigem Sonnentau, einer insektenfangenden Moorpflanze, fest, das jedoch in jüngerer Vergangenheit nicht mehr bestätigt werden konnte.

### Fauna
Neben der waldtypischen Wildfauna mit dem Reh als häufigem Vertreter beherbergt der Kaiserwald einige Vogelarten, darunter Wintergoldhähnchen und Pirol. In der Vergangenheit bestand auch eine Population des Auerhuhns. Nach zwischenzeitlicher Vertreibung durch Schlägerungen wurden um 1940 jährlich wieder 30 Exemplare des Auerhahns gezählt. Von Friedrich dem Streitbaren wird berichtet, dass er das Jagdschloss Gjaidhof mit hunderten Hahnenstößen schmücken ließ, laut Überlieferung soll sogar Kaiser Maximilian einen Abstecher nach Dobl gemacht haben, um Auerhähne zu erlegen.

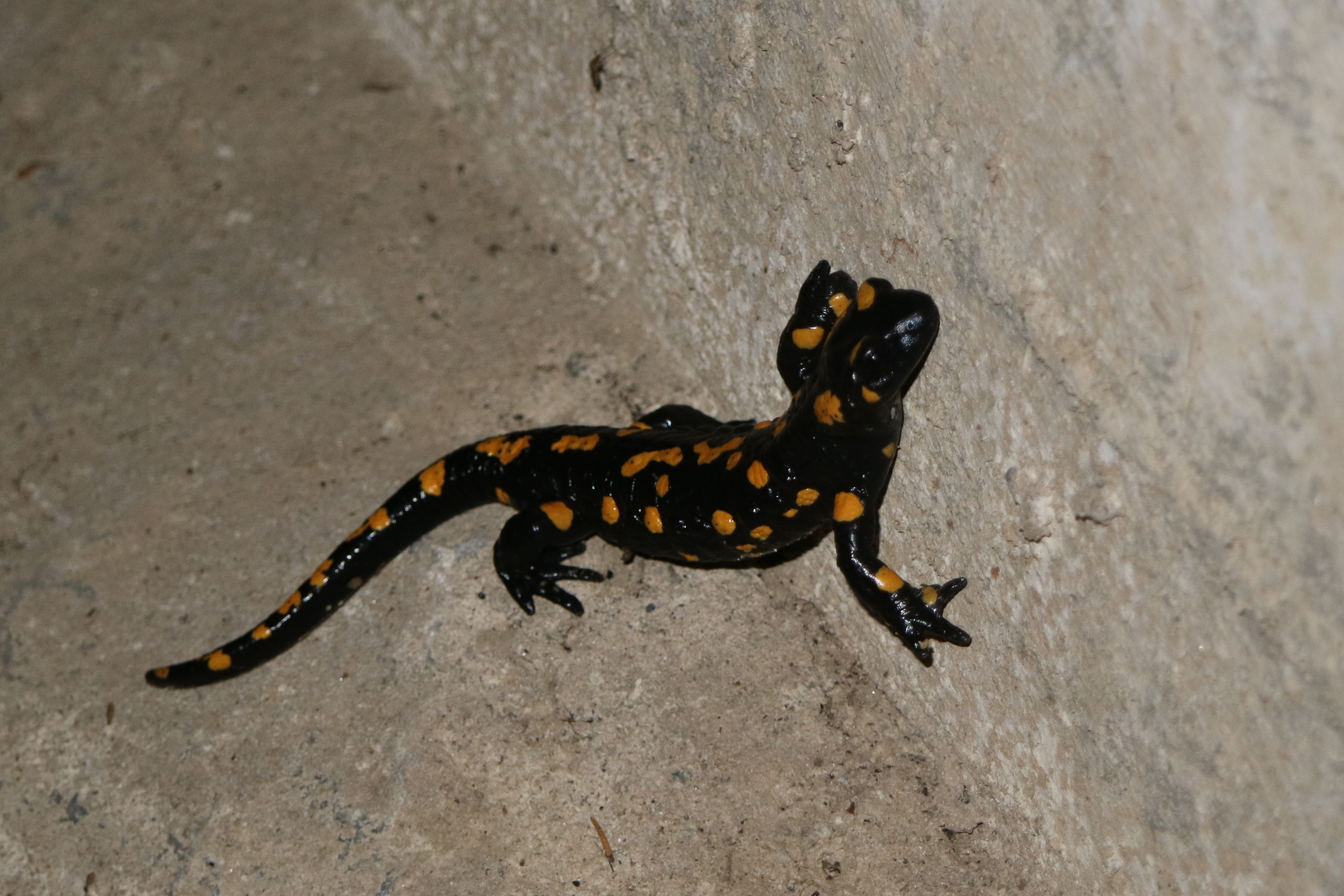
Feuersalamander (Salamandra salamandra) in einem Wassertunnel

Die naturbelassenen Bachläufe, etwa der mäandrierende Gepringbach, bieten wertvolle Habitate für Strudelwürmer, Köcherfliegenlarven, Kamberkrebs, Bachflohkrebs und bei ausreichender Wasserführung Bachsaibling, Bachforelle und Bachneunauge. Vereinzelt sind Vertreter der Prachtlibellen und Flussjungfern anzutreffen. Besonderes Augenmerk wurde bei der Artenbestandsaufnahme auf die Ziegelteiche bei Unterpremstätten gelegt – heute ein ausgewiesenes Naturschutzgebiet (siehe Natur- und Landschaftsschutz), wo Lurche wie Grünfrösche, Moorfrosch, Kammmolche, Teichmolch, Erdkröte und Laubfrösche vorkommen. Als Brutvögel sind Stockente und Blässhuhn, als Nahrungsgäste gelegentlich Graureiher und Nachtreiher anzutreffen. Daneben bieten die Teiche Lebensraum für diverse Libellenarten.
Zwischen 1964 und 1972 wurden im gesamten Kaiserwald 35 Arten der Netzflügler gezählt. 2005 konnten am Forstriegel bei Zettling Hinweise auf das Vorkommen des stark gefährdeten Braunen Eichen-Zipfelfalters gefunden werden. Des Weiteren beheimatet der Wald mindestens 25 verschiedene Vertreter der Bockkäfer.
Ab 1969 durchgeführte Untersuchungen zur „Zeckenkrankheit“ Frühsommer-Meningoenzephalitis erkannten den Kaiserwald neben Mortantsch und dem Rötschgraben (Gemeinde Semriach) als einen von drei Seuchenherden, d. h. Gebiete mit virustragenden Zecken und befallenen Kleinsäugern, in der Steiermark.

## Geschichte

### Archäologische Funde

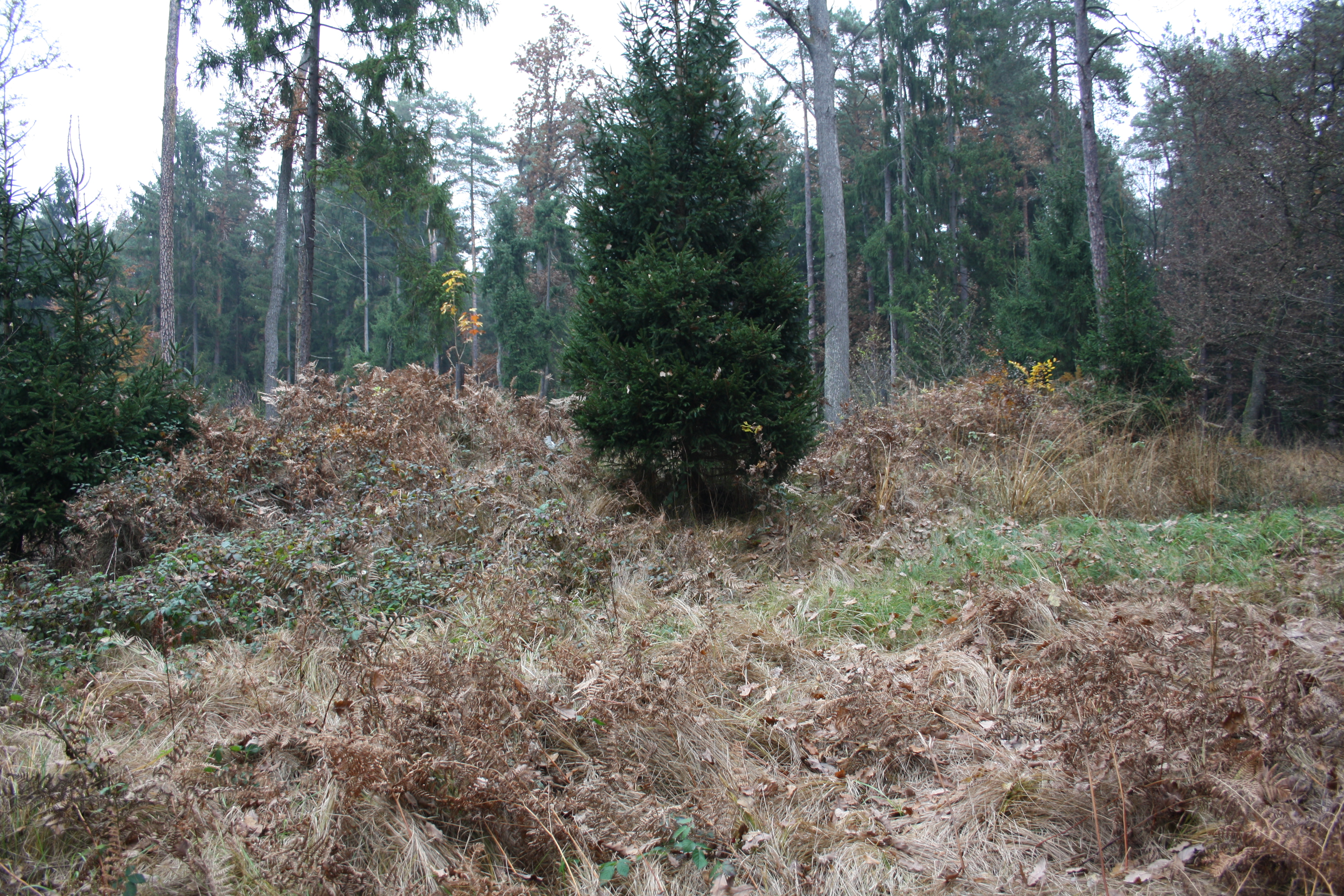
Hügelgräber zwischen Premstätten und Lieboch

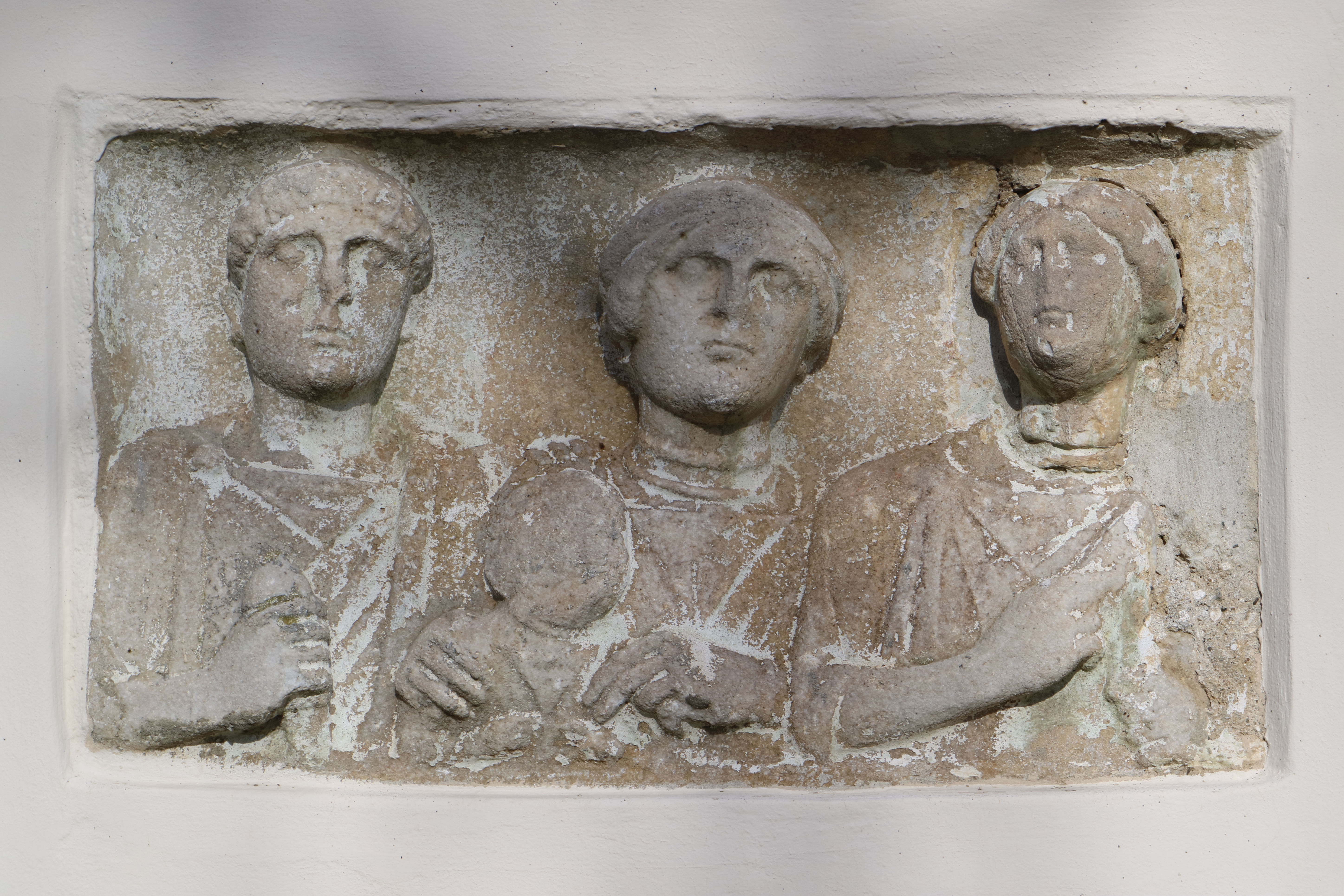
Römischer Porträtstein an der Kirchenmauer von Maria im Dorn

Am Rand der Kaiserwaldterrasse finden sich über 120 römische Hügelgräber, die 1935 erstmals ausführlich von Marianne Grubinger beschrieben wurden. Die meisten Grabhügel stammen aus dem 1. und 2. Jahrhundert n. Chr. und sind in mehreren Gruppen angeordnet. Aufgrund der bescheidenen Grabbeigaben wird auf eine bäuerliche Bevölkerung geschlossen. Das Landesmuseum Joanneum fand unter der Leitung von Grubinger Gegenstände wie Dreifußschalen, Tonkrüge und Glasbecher neben einigen wenigen Bronzemünzen, die vorwiegend Kaiser Hadrian zeigen. Der handgefertigte Ton enthielt nach vorgeschichtlicher Sitte viel Glimmer und Quarzsand, Verzierungen mit Kerbenreihen gehen stilistisch auf die Latènezeit zurück. Eine lokale Besonderheit der Funde ist der Mangel an Faltenbechern, Lampen und römischen Bronzegegenständen.
Grubinger erkannte die in der römischen Provinz übliche hallstattzeitliche Bestattungsform, bei der ein Leichnam direkt an der Grabstelle verbrannt und der Leichenbrand in Gefäße gefüllt wurde. Danach stellte man alles in die Scheiterhaufenasche, die man in runde oder rechteckige Steinmauern einfasste. Im Kaiserwald musste das Baumaterial von weither herangeschafft werden, beispielsweise der Leithakalk vom Wildoner Berg. Die chemische Untersuchung eines der Gräber ergab ein stickstoffreiches, fettfreies organisches Gemisch, wahrscheinlich ein Pflanzenharz. Ein früheres Fundstück, das lange Zeit im Gjaidhof aufbewahrt wurde, ist das heute an der Kirchenmauer Maria im Dorn zu Dobl angebrachte römische Grabrelief. Grubinger sieht darin einen Porträtstein, der einen römischen Soldaten mit Frau und Kind sowie einer zweiten Frau, möglicherweise seine Mutter, zeigt. Dieses Werk soll als Teil eines größeren Grabdenkmals wohlhabender Personen zum Tod des Kindes angefertigt worden sein.
Die Aufgabe der Siedlungen und das Ende der Benutzung des Gräberfeldes wird von Grubinger mit den Markomannenkriegen des Kaisers Mark Aurel in Verbindung gebracht, die beispielsweise auch in der Regionshauptstadt Flavia Solva zu einem wirtschaftlichen Niedergang führten.
Weitere Fundstücke lieferten Untersuchungen von Siegfried Stadlhofer, der zwischen 1986 und 1993 mithilfe eines Metalldetektors verschiedene Kleinfunde machte. Die dabei aufgefundenen Fibeln wurden in den Fundberichten 1996 des Bundesdenkmalamts veröffentlicht, wobei schon über rezente Grabplünderungen im Raum Kaiserwald geklagt wurde. Bereits Grubinger hatte dutzendfache frühere Öffnungen von Grabhügeln durch Bauern oder „Schatzsucher“ festgestellt, die sich durch Einsenkungen an der Hügelspitze äußerten.
Die größten Gräberfelder befinden sich in den Katastralgemeinden Fading und Dietersdorf. Ein 16 Tumuli umfassendes Gräberfeld, von Grubinger im Raum Zwaring verortet, konnte bislang nicht lokalisiert werden. Die Dietersdorfer Hügelgräber im Bereich Schröttengraben wurden zuletzt vor wenigen Jahren umfassend untersucht. In diesem Bereich hatte man bereits 1974 ein Körpergrab in Form eines steinernen Sarkophags entdeckt. Aufgrund von geplanten Teichanlagen kam es zwischen 2008 und 2010 zu mehreren Notgrabungen des Bundesdenkmalamts und dem gemeinnützigen Verein Archäologieland Steiermark. Am Fuß des Grabens konnten dabei nicht nur römische, sondern auch bronzezeitliche Siedlungsreste aus dem 14. und 13. Jahrhundert v. Chr. freigelegt werden. Die Untersuchung der Grabhügel brachte neue Funde: zum einen ein aus ungeklärten Gründen mit römischen Ziegelsteinen befülltes Grab, zum anderen ein untypisches Flachgrab, dessen unsorgfältig deponierter Leichenbrand auf ein Armengrab hindeutet. Am bedeutendsten waren aber Keramikfunde, die sich bis zur kupferzeitlichen Lasinjakultur zurückdatieren lassen. Ob die mehr als 6000 Jahre alten, vorrömerzeitlichen Funde auf Siedlungen oder Gräber hinweisen, konnte vorerst nicht geklärt werden. Alle Hügelgräber im Kaiserwald stehen seit 1999 unter Denkmalschutz.
Für einen römerzeitlichen Porträtkopf aus Marmor wird ebenfalls der Kaiserwald als Fundort angenommen. Allerdings vermutet das Landesmuseum Joanneum, dass dieses Kunstwerk im Zweiten Weltkrieg von Angehörigen der Wehrmacht aus Apollonia gestohlen und anschließend im steirischen Wald deponiert wurde. 2015 war die Restitution an Libyen noch ausständig.

### Etymologie

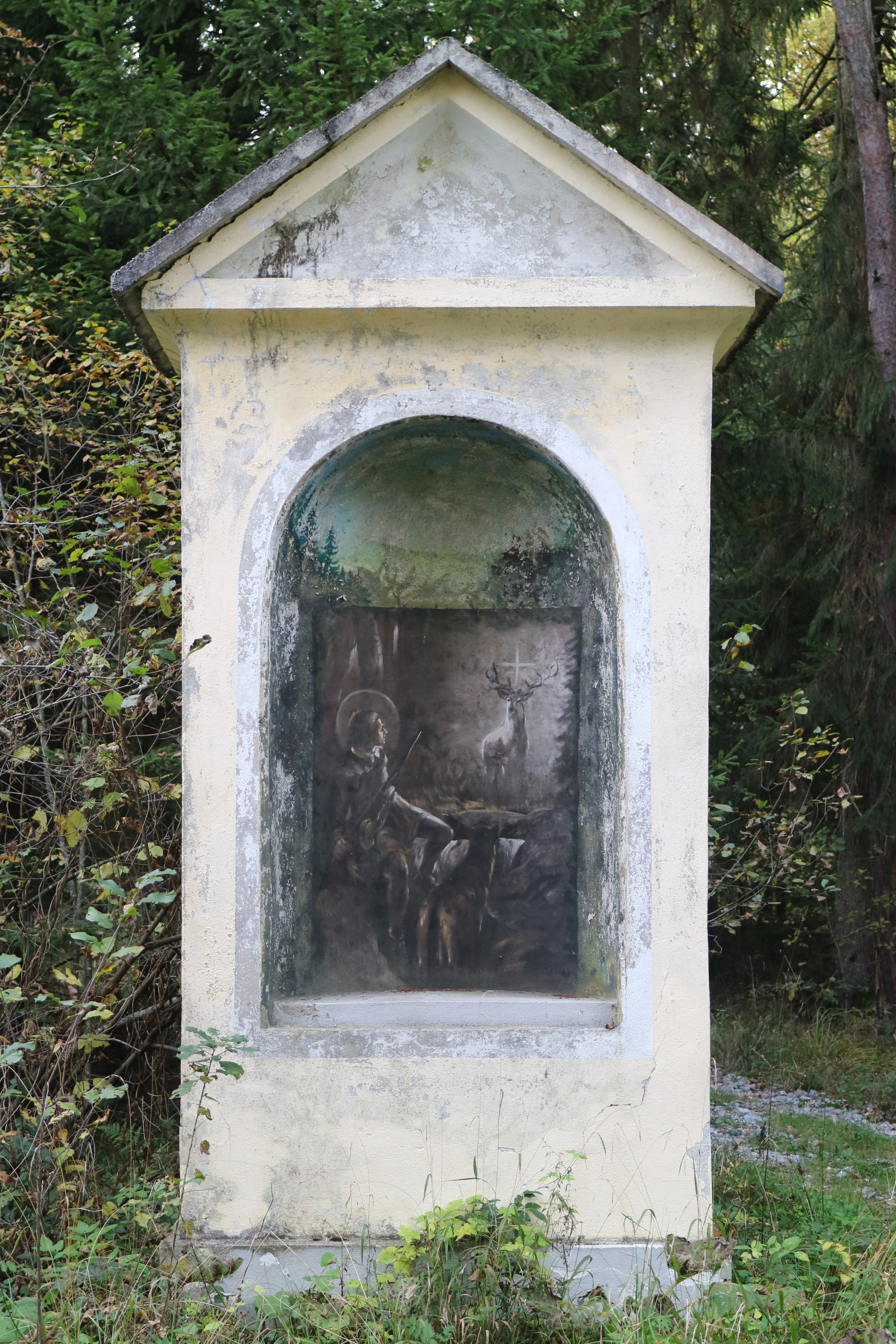
Jägerkreuz nahe Tobelbad

Erst mit der Josephinischen Landesaufnahme erhielt 1787 ein Großteil des Waldes die heutige Bezeichnung. Davor wurde die Waldfläche – mit einigen Ausnahmen – noch als Kaiserliches Khart bezeichnet. Die frühere Bedeutung des Wortes „Hart“ bzw. „Khart“ war im 18. Jahrhundert bereits nicht mehr bewusst, wie etwa die nicht sinngemäße Benutzung in der damaligen Gemeinde Oberpremstätten belegt. Ursprünglich wurde mit dem Begriff ein lockerer Baumbestand bezeichnet, der stellenweise zu einem Wald verdichtet ist, und somit vielmehr eine Benennung für lose zusammenhängende Wälder ist. Die Standesbezeichnung des Eigentümers schlug sich erstmals unter Ernst dem Eisernen im Waldnamen nieder, als dieser die Bezeichnung „des Herzogen Wald“ trug. Nachdem die steirischen Landesfürsten die Kaiserwürde erlangt hatten, wurde der Wald 1471 als „Römischen Kaisers Holz“ bezeichnet. Bis ins 18. und 19. Jahrhundert lautete die amtliche Bezeichnung Forst zu Tobel oder, davon abgeleitet, Dobler Forst. Das althochdeutsche „Dobl“ bedeutet so viel wie Waldschlucht oder Waldeinschnitt.

### Besitz- und Nutzungsgeschichte
Nach der Machtübernahme durch die deutsch-fränkischen Könige im slawischen Karantanien befand sich der Kaiserwald ab 788 in herrschaftlichem Besitz. Das Forstrecht war ein Regal und konnte an Adlige abgetreten werden, die auf diese Weise auch das Recht auf Rodung und damit einhergehend zur Kolonisation erlangten. Vermutlich durch ein Amtslehen gelangte dieses Recht im Hochmittelalter vom Geschlecht der Aribonen an die Otakare und Traungauer, die zu jener Zeit die Markgrafen und Herzöge der Steiermark stellten. Durch zahlreiche Schenkungen entstanden im Laufe der Jahrhunderte komplexe Rechtsverhältnisse, so kam es am West- und Südwestrand des Waldes bereits früh zu Abtrennungen vom alten Forst, etwa durch Rodungen von Bauerngründen im karolingischen Dorf Fading. Ab dem 13. Jahrhundert ist die Geschichte des Waldes eng mit dem Schloss Gjaidhof verbunden. Das Gut war kaiserlicher Jagdsitz und beherbergte später auch das landesfürstliche Forstamt. Die Ära der landesfürstlichen Jagden begann mit dem letzten Babenberger, Friedrich dem Streitbaren, und endete mit Karl VI. Beim Beobachten eines Hirschrudels vom Schloss aus soll letztgenannter eines Abends den Ausruf „Das ist eine Kaiserlust!“ getätigt haben. Der Kaiserwald lieferte lange Zeit auch Bau- und Rüstholz für landesfürstliche Bauten in Graz, etwa 1579 für den Ausbau der Zisterne am Schloßberg.
Aufgrund seiner Rolle als Bannwald hatten die anwohnenden Bauern keine oder nur eingeschränkte Nutzungsrechte, beispielsweise in Form von Viehweiden. Durch diese Weiderechte war der Wald in Sektionen unterteilt, die zuletzt 1773 und 1812 niedergeschrieben wurden. Zudem hatten die Bewohner der Siedlungen am Waldrand immer wieder Herausforderungen zu bewältigen, aus dem Jahr 1636 ist eine Wolfs- und Wildschweinplage überliefert. Teile des von Mühl- und Kirchwegen durchzogenen Waldes wurden den angrenzenden Grundherrschaften, etwa den Grafen von Montfort, überlassen. Der Wildbann stand im kompletten Kaiserwald, auch auf jenen Flächen, die adligen Grundherren gehörten, dem Landesfürsten zu. Verletzungen sowohl des Jagd- als auch des Forstrechts wurden nicht selten mit Folterkammer oder Inhaftierungen in den Grazer Kasematten bestraft.
Nachdem sich der Gjaidhof bereits seit 1780 in Privatbesitz befand, beschloss man aus wirtschaftlichen Gründen auch den Kaiserwald zu verkaufen. Bereits unter Ferdinand II. und Maria Theresia hatte es Bestrebungen gegeben, den Wald zu veräußern. Doch erst nach Abschaffung der Leibeigenschaft durch Joseph II. wurde der Dobler Forst, mit einer Gesamtfläche von 2045 Joch, am 5. Mai 1825 zur Versteigerung ausgeschrieben. Eine an den Franziszeischen Kataster angepasste Bekenntnistabelle fasste die Verkaufsflächen zusammen. Mit dem Meistbot von 81.060 Gulden erwarben drei Bevollmächtigte von der vereinten Bauernschaft die Liegenschaften, die schließlich unter 517 Käufern aus 29 Umlandgemeinden aufgeteilt wurden.
Erst 1866 war die endgültige Grundbuchsordnung hergestellt, das Jagdrecht wurde von Schloss Neuschloß erworben.

#### Bekenntnistabelle
- Verkaufsbezeichnung: Ortsbezeichnung der Liegenschaften (1825); aufgelistet sind nur Flächen im Dobler Forst.
- Grundstück(e): Grundstücksnummern im Franziszeischen Kataster (1820/1823); verortet ist jeweils der Grundstücksmittelpunkt.
- Katastralgemeinde: Katastralgemeinde nach damaligem Gebietsstand.
- Fläche: Flächenangabe in Joch (J.) und Quadratklafter (qkl.) sowie umgerechnet in Hektar (ha); 1 österreichisches Joch entspricht 1600 Quadratklaftern und 0,575464 Hektar.

| Verkaufsbezeichnung | Grundstück(e)                          | Katastralgemeinde | Fläche           | Fläche    | Anmerkung       |
| --- | -------------------------------------- | ----------------- | ---------------- | --------- | --------------- |
| Acker im Birkawald im Dobler Forst                                                                                                   | 459                                    | Unterpremstätten  | 1 J. 191 qkl.    | 0,64 ha   |                 |
| Wiese im Birkawald im Dobler Forst                                                                                                   | 458, 460                               | Unterpremstätten  | 2 J. 542 qkl.    | 1,35 ha   |                 |
| Wiesen im Heuholzwald im Dobler Forst                                                                                                | 466, 469, 480                          | Unterpremstätten  | 5 J. 229 qkl.    | 2,96 ha   |                 |
| Obere Khart mit Nadelholz | 432d                                   | Unterpremstätten  | 43 J. 1579 qkl.  | 25,31 ha  | mit Laubholz    |
| Obere Khart mit Nadelholz | 432b/c                                 | Unterpremstätten  | 16 J. 804 qkl.   | 9,5 ha    | gemischtes Holz |
| Obere Khart mit Nadelholz | 432a                                   | Unterpremstätten  | 10 J. 64 qkl.    | 5,78 ha   | Hutweiden       |
| Obere Khart mit Nadelholz | 431, 433                               | Unterpremstätten  | 50 J. 1094 qkl.  | 29,17 ha  |                 |
| Farchrieglwald mit Nadelholz | 434a/d, 437, 438a/b                    | Unterpremstätten  | 115 J. 934 qkl.  | 66,51 ha  | mit Laubholz    |
| Farchrieglwald mit Nadelholz | 438c                                   | Unterpremstätten  | 5 J. 137 qkl.    | 2,93 ha   | gemischtes Holz |
| Farchrieglwald mit Nadelholz | 434b                                   | Unterpremstätten  | 25 J. 1069 qkl.  | 14,77 ha  | Hutweiden       |
| Farchrieglwald mit Nadelholz | 435, 436                               | Unterpremstätten  | 25 J. 719 qkl.   | 14,65 ha  |                 |
| Untere Khart unter der Poniglbrücke zwischen der Lembacher- und Farchrieglwald-Gegend bis zum Schwabenkreuz                          | 439, 440                               | Unterpremstätten  | 30 J. 121 qkl.   | 17,31 ha  | Hutweide        |
| Mühlleiten und Birkawald mit Nadelholz                                                                                               | 442, 435–455, 462, 464                 | Unterpremstätten  | 418 J. 1343 qkl. | 241,03 ha | mit Laubholz    |
| Mühlleiten und Birkawald mit Nadelholz                                                                                               | 457                                    | Unterpremstätten  | 2 J. 1354 qkl.   | 1,64 ha   | Hutweiden       |
| Mühlleiten und Birkawald mit Nadelholz                                                                                               | 443, 444, 448–452, 456, 461, 463       | Unterpremstätten  | 66 J. 596 qkl.   | 38,19 ha  |                 |
| Ameisrieglwald mit Nadelholz | 485                                    | Unterpremstätten  | 66 J. 437 qkl.   | 38,14 ha  | mit Laubholz    |
| Ameisrieglwald mit Nadelholz | 485                                    | Unterpremstätten  | 6 J. 433 qkl.    | 3,61 ha   | gemischtes Holz |
| Ameisrieglwald mit Nadelholz | 485                                    | Unterpremstätten  | 2 J. 863 qkl.    | 1,46 ha   | Hutweide        |
| Ameisrieglwald mit Nadelholz | 485                                    | Unterpremstätten  | 1344 qkl.        | 0,48 ha   |                 |
| Heuholzwald mit Nadelholz | 486, 490, 491                          | Unterpremstätten  | 284 J. 1013 qkl. | 163,8 ha  | mit Laubholz    |
| Heuholzwald mit Nadelholz | 486, 493                               | Unterpremstätten  | 8 J. 1391 qkl.   | 5,1 ha    | Hutweiden       |
| Heuholzwald mit Nadelholz | 465, 468, 470, 471, 484, 487, 492, 495 | Unterpremstätten  | 25 J. 1288 qkl.  | 14,85 ha  |                 |
| Dietersdorfer Wald oder eigentlich Birkgraben und Teichwaldungen zwischen dem Zettlinger und Kastner Mühlweg, mit Nadelholz          | 746, 747                               | Dietersdorf       | 308 J. 1073 qkl. | 177,63 ha | Hutweide        |
| Dietersdorfer Wald oder eigentlich Birkgraben und Teichwaldungen zwischen dem Zettlinger und Kastner Mühlweg, mit Nadelholz          | 748–751, 753                           | Dietersdorf       | 13 J. 1040 qkl.  | 7,86 ha   |                 |
| Steindorfer Khart zwischen dem Wundschuher Kirchweg und der Steindorfer Gemeinde, mit Nadelholz                                      | 1333, 1337                             | Zwaring           | 157 J. 338 qkl.  | 90,47 ha  | mit Laubholz    |
| Steindorfer Khart zwischen dem Wundschuher Kirchweg und der Steindorfer Gemeinde, mit Nadelholz                                      | 1333                                   | Zwaring           | 17 J. 1386 qkl.  | 10,28 ha  | Hutweiden       |
| Steindorfer Khart zwischen dem Wundschuher Kirchweg und der Steindorfer Gemeinde, mit Nadelholz                                      | 1334, 1335, 1338, 1339                 | Zwaring           | 16 J. 1563 qkl.  | 9,77 ha   |                 |
| Birkkogl oder Birkgraben und Khart an den Wundschuher Teichseiten zwischen dem Wundschuher Kirch- und Kastner Mühlweg, mit Nadelholz | 1340, 1345                             | Zwaring           | 229 J. 893 qkl.  | 132,1 ha  | mit Laubholz    |
| Birkkogl oder Birkgraben und Khart an den Wundschuher Teichseiten zwischen dem Wundschuher Kirch- und Kastner Mühlweg, mit Nadelholz | 1342, 1345                             | Zwaring           | 27 J. 1292 qkl.  | 16 ha     | Hutweiden       |
| Birkkogl oder Birkgraben und Khart an den Wundschuher Teichseiten zwischen dem Wundschuher Kirch- und Kastner Mühlweg, mit Nadelholz | 1341, 1343, 1344, 1346, 1347           | Zwaring           | 13 J. 769 qkl.   | 7,76 ha   |                 |

### Zweiter Weltkrieg
Im Zuge baulicher Maßnahmen zur Schaffung von „Groß-Graz“ setzte 1939 auch im Kaiserwald rege Bautätigkeit ein. Nahe der heutigen Kaiserwaldsiedlung wurde 1941/1942 mit der Kriegsausweitung Richtung Südosteuropa eine Munitionsanstalt (Muna) errichtet, die durch einen zusätzlichen, rund fünf Kilometer langen Schienenstrang vom Bahnhof Premstätten-Tobelbad erreichbar gemacht wurde. Die unmittelbar nach Kriegsende demontierten Gleise der normalspurigen Muna-Anschlussbahn unterlagen strengster Geheimhaltung und waren in den Plänen der GKB nicht verzeichnet. Eisenbahnhistoriker Sepp Tezak konnte selbst in Gesprächen mit Zeitzeugen kaum Erkenntnisse gewinnen. Die Ziegelindustrie in Unterpremstätten forcierte man in Hinblick auf den Wohnbau. Am 15. Mai 1942 wurden die Bauarbeiten im Kaiserwald mit der offiziellen Begründung, sie seien „nicht kriegswichtig“, eingestellt. Die dort beschäftigten Zwangsarbeiter wurden nach Deutschland verlegt. 20 Personen kamen während der Bauarbeiten zu Tode und wurden vor Ort begraben. Wie aus einem Tätigkeitsbericht des Feldzeugkommandos hervorgeht, sollten die Bauarbeiten im Oktober 1944 wieder aufgenommen werden. Das zuständige Oberkommando gab Befehl, das Gelände der geplanten Muna unter Heranziehung der bereits im Rohbau fertigen Gebäude für ein größeres Munitionslager herzurichten. Zu diesem Zweck sollten 200 Finnenzelte zur Unterbringung der Munition und 1200 Meter Feldbahngleis zugewiesen werden. Schwierigkeiten beim Ausbau des Anschlussgleises bestanden dem Bericht zufolge im Mangel an Schienenmaterial, der Zuführung des Schotters für den Unterbau sowie einem Mangel an Arbeitskräften. Am 16. Oktober 1944 flogen die Alliierten einen gezielten Luftangriff auf die Munitionslager im Kaiserwald. Ein aus westlicher Richtung kommendes Geschwader von etwa 30 Flugzeugen warf um 12 Uhr rund 240 Bomben zu 250 und 500 Kilogramm ab, vernichtete damit drei Hektar Wald und zerstörte im angrenzenden Dorf Zwaring mehrere Gebäude. Dabei wurden Rudolf Kainz, Grete Kainz, Cäcilia Kainz, Johanna Alter, Theresia Schreiner und Maria Denegger getötet, sieben Personen verletzt und neun obdachlos.
Daneben existierte im Kaiserwald bereits seit 1938 ein Lager des Reichsarbeitsdienstes (RAD). Für die Errichtung des Lagers Steindorf (RAD-Abteilung 6/360) nahm die zuständige Behörde private Wirtschaftsflächen pachtweise in Anspruch, die nach Kriegsende dem rechtmäßigen Besitzer überlassen wurden. Die Belegschaft war unter anderem mit der Regulierung der Kainach beschäftigt und schlug sich zwischenzeitlich in den Bevölkerungszahlen der Gemeinde Zwaring-Pöls nieder, die 1939 einen vorläufigen Höchststand erreichten. Im Jänner 1942 mussten 160 Personen das Lager verlassen, was die Einstellung des Arbeitsbetriebs zur Folge hatte. 1945 wurden die Gebäude abgetragen.
Ab Herbst 1946 beschäftigte sich der Entminungsdienst im Kaiserwald mit der Vernichtung von Kriegsmaterial. Das Steirerblatt berichtete 1949 über die kontrollierte Sprengung von Bomben und anderen Sprengmitteln aus dem Munitionslager Kalsdorf bei Graz. Mit einem LKW wurde die Munition vorschriftsgemäß auf eine Lichtung im Wald gekarrt und von einem 300 Meter entfernten Bunker aus per Zündung zur Detonation gebracht. Die Bewohner der umliegenden Dörfer wurden zuvor durch eine Sirene gewarnt. Die andauernden Sprengungen hatten eine ausgesprochene Jungwaldvegetation ohne Unterholz zur Folge. Durch glühende Sprengstücke oder Brandsätze brannte das Gras schnell ab und nahm eine dürre, gelbliche Form an, sodass die Lichtung in Kombination mit den großen Sprengkratern einer „Mondlandschaft“ glich. Aufgrund der hohen Brandgefahr konnten die Operationen nur im Winter stattfinden. Im Sommer waren Räumtrupps unterwegs, die Minen und andere geborgene Sprengmittel stapelten. Bis Februar 1949 konnten auf diese Weise 140 Tonnen Kriegsmaterial im Kaiserwald entschärft werden.
Die Relikte der Wehrmachtbauten sind heute noch teilweise zu sehen. Neben einer unfertig wirkenden Stahlbetonhalle, von den Anwohnern „Tempel“ genannt, bestehen die Grundmauern mehrerer Baracken sowie einige steinerne Wassertunnel und eine große Schießstätte mit drei Kugelfängen. Da nur wenige Aufzeichnungen zu den NS-Aktivitäten im Kaiserwald existieren, bieten Fundstücke und Ruinen, vor allem den genauen Verlauf der Anschlussbahn betreffend, Raum für Spekulationen.
Aufschlüsse über Lage und Ausdehnung der Objekte liefern etwa online abrufbare ALS-Daten des Landes.

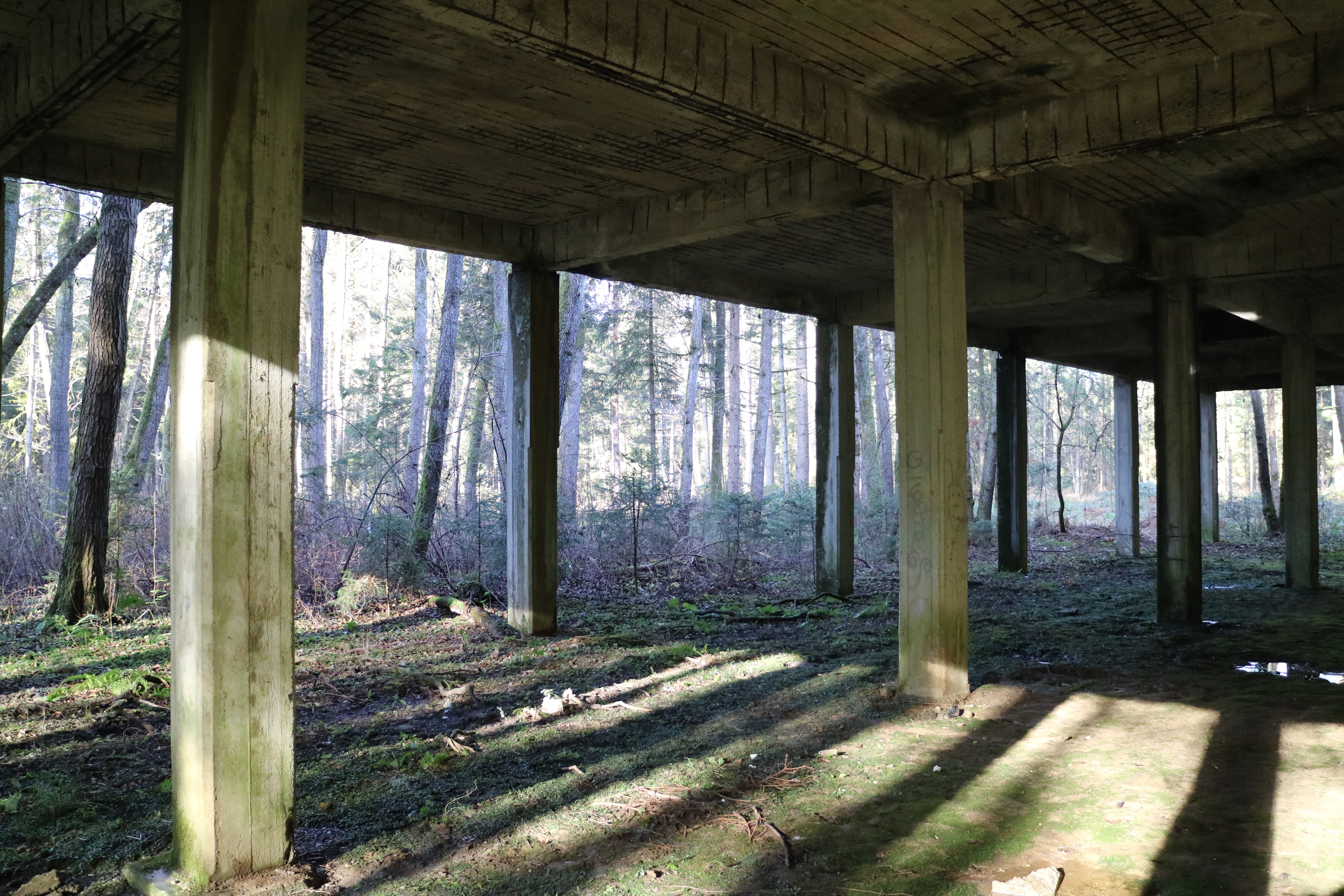
Halle
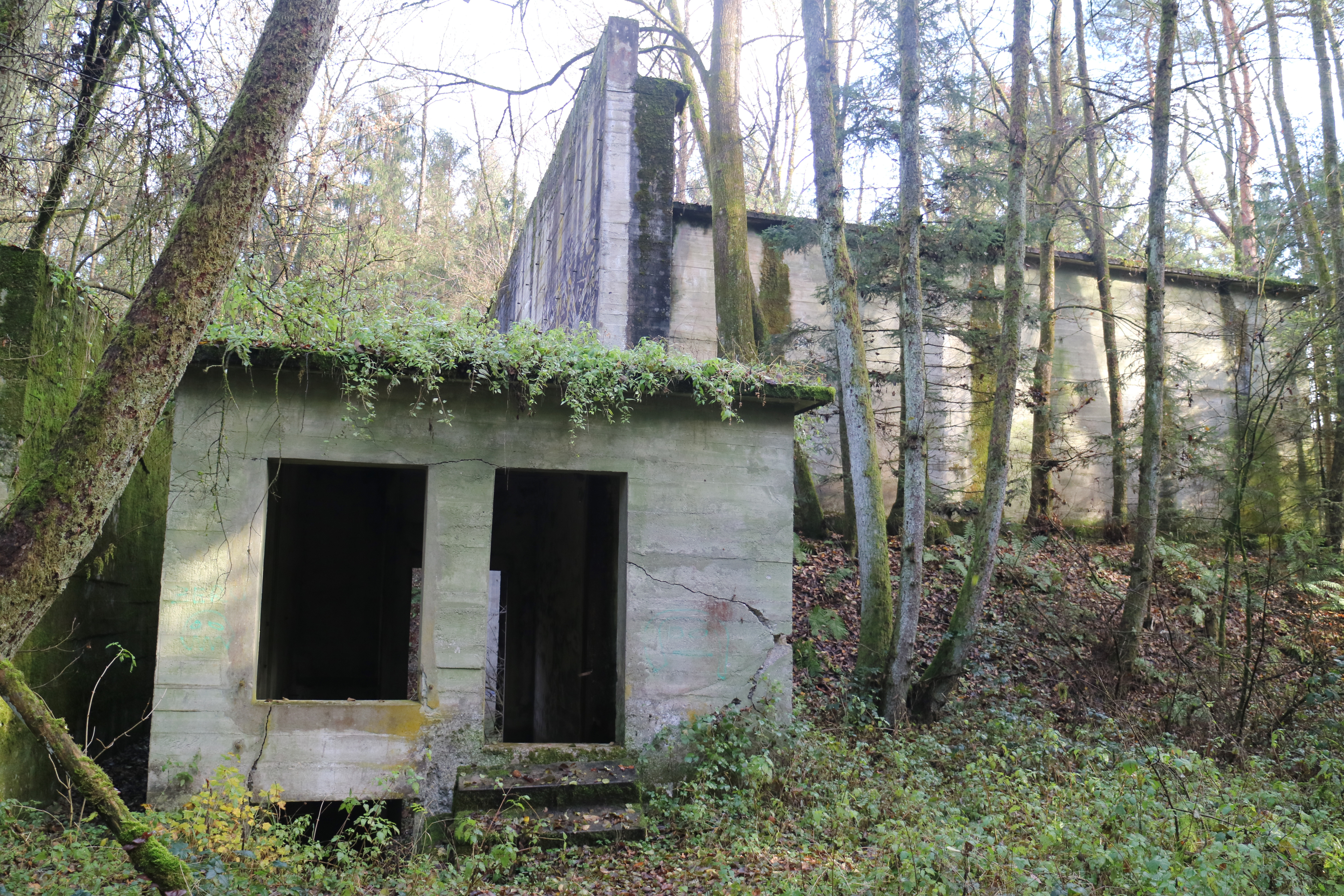
Schießstätte
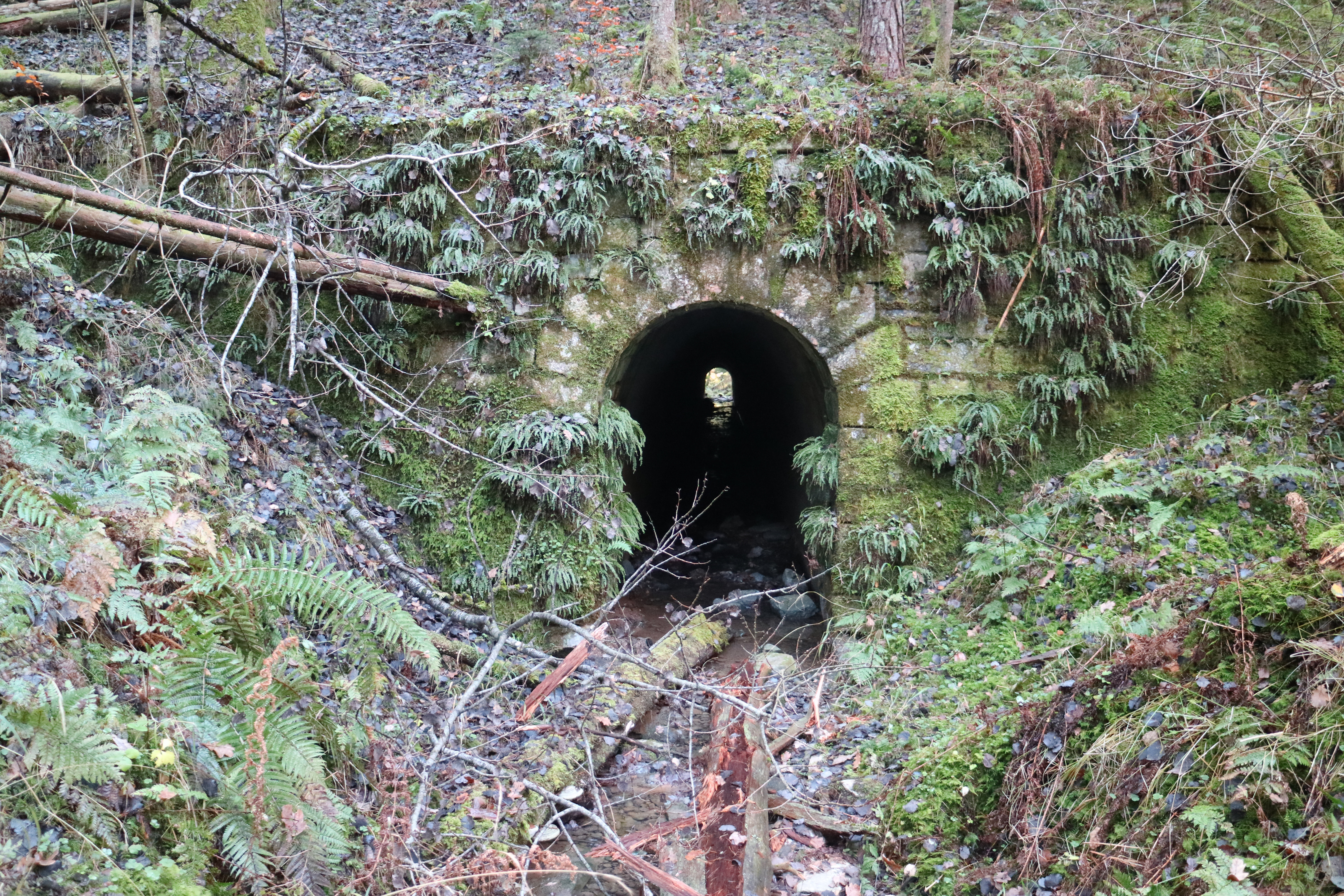
Wassertunnel
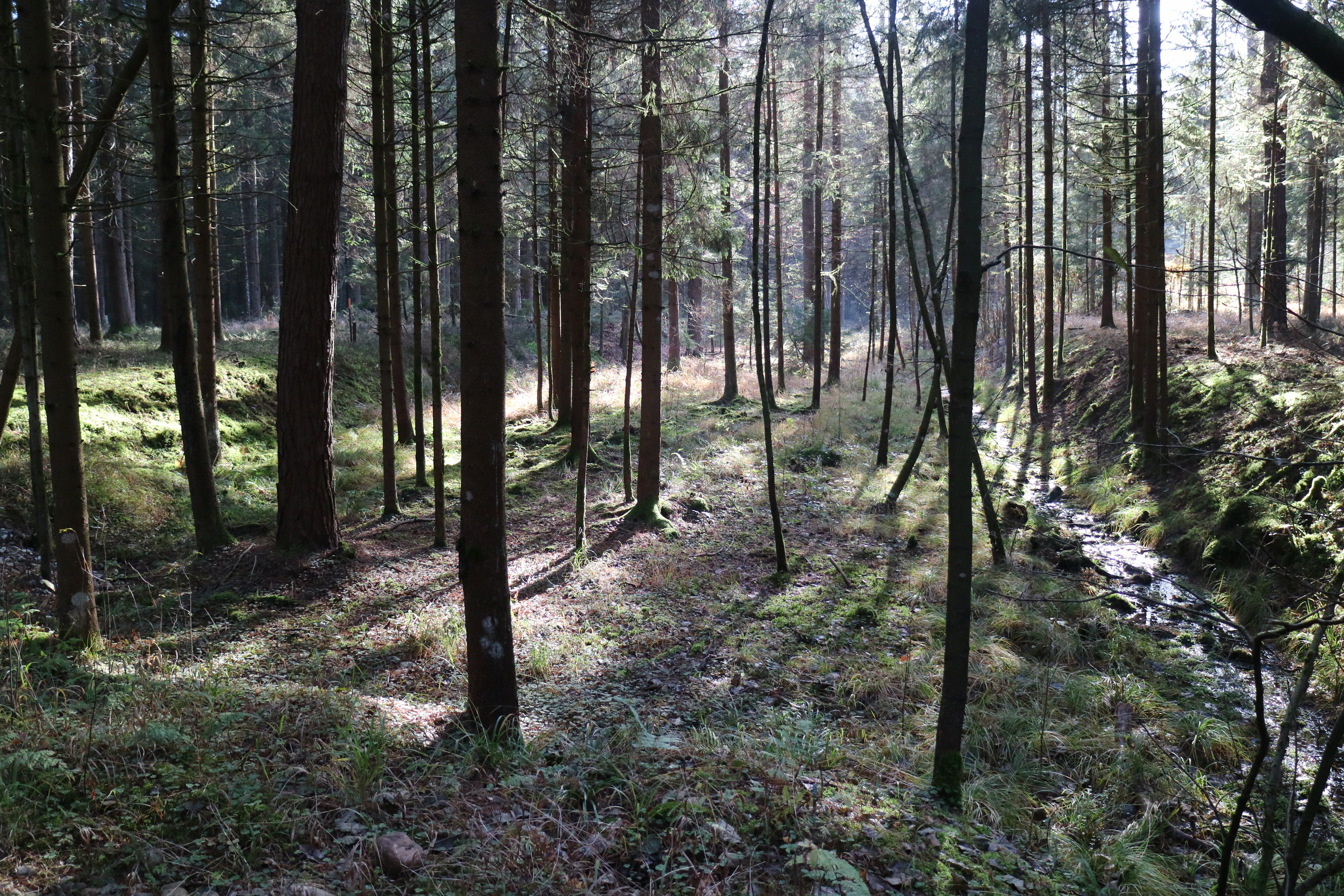
Bahntrasse
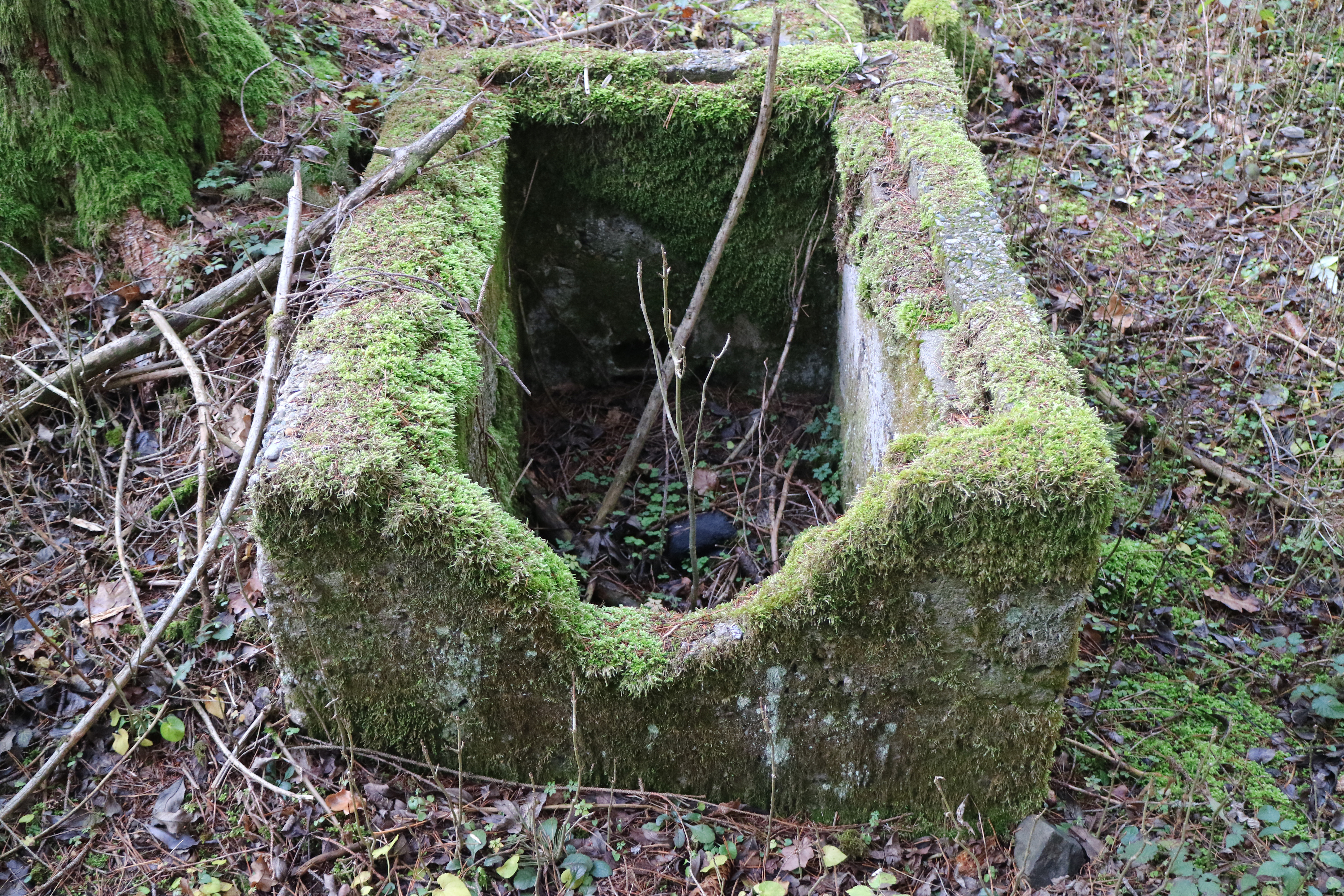
RAD-Lager Steindorf

### Jüngere Geschichte
Nach dem Zweiten Weltkrieg wurde dem Wald zunehmend eine Erholungsfunktion zugeschrieben. Bereits 1947 bestanden konkrete Pläne, im Kaiserwald eine eigene steirische Filmproduktion zu etablieren. Die Austria Alpenland Avantgarde-Film G.m.b.H. („Alpenfilm“) plante hierfür, sieben quergestellte Häuser auf einem zwölf Joch umfassenden Gelände – der heutigen Kaiserwaldsiedlung – zu koppeln und zu Aufnahmeateliers und Kanzleien umzubauen. Daneben sollte ein Hotel für Schauspieler errichtet und ein bestehender Teich zu einer Badeanlage umgestaltet werden. Das Steirerblatt nannte das Bauvorhaben einen „wertvollen Beitrag zum Wiederaufbau des Landes“. Im Gegensatz zum bereits weltbekannten Wiener Film sollten ausdrücklich „österreichische“ Filme produziert werden. Sogar Details zum ersten geplanten Film wurden bekanntgegeben. „Unser Stern versinkt“ sollte für eine Warnung vor der aufkommenden Atomenergie stehen und einen der größten Filmschauspieler Österreichs in der Hauptrolle zeigen. Das Projekt erwies sich schließlich aus Kostengründen als nicht durchführbar und man verlegte die Filmproduktion an den Flughafen Thalerhof, wo bis 1954 mehrere Spielfilme entstanden. Ende Oktober 2020 drehte das Grazer Schauspielhaus in der baufälligen Munitionshalle Kriegsszenen für den Endzeitfilm Krasnojarsk. Die Dramaturgin nannte die „Betonkathedrale im Wald“ einen „magischen Ort“.
Weniger konkret waren Zukunftspläne, den Kaiserwald zu einem modernen Naherholungsgebiet für die Grazer Stadtbevölkerung auszubauen. Über eine Schnellstraße sollte es möglich werden, den Wald von der Stadt aus in wenigen Minuten zu erreichen. Das Aushubmaterial eines künstlichen Badesees war für den Straßenbau angedacht. Diese und ähnliche Ideen wurden im Februar 1966 im Anschluss an eine Diskussion über die Entwicklungsziele der Stadt Graz im Forum Stadtpark debattiert und bis heute zumindest teilweise umgesetzt.
Am 16. März 1961 ereignete sich im Kaiserwald einer der größten Waldbrände der Steiermark. Durch Funkenflug von einer GKB-Lokomotive ausgelöst, brannten dabei fünf Hektar Jungwald ab. Erst durch Verstärkung der Grazer Berufsfeuerwehr konnten die Mannschaften der fünf Umlandgemeinden die über einen Kilometer lange Feuerschneise in den Griff bekommen. Im November 2008 kamen bei einem Absturz einer Piper PA-34 im Kaiserwald zwischen Zwaring und Wundschuh drei Menschen ums Leben.
Im Februar 2020 wurde bekannt, dass die Strabag eine Umweltverträglichkeitsprüfung für eine geplante Baurestdeponie im Naherholungsgebiet von Premstätten durchführen lässt. Sowohl die Bürgerinitiative Pro Premstätten als auch Bürgermeister Anton Scherbinek kündigten Protest an.

## Nutzung

### Siedlungen

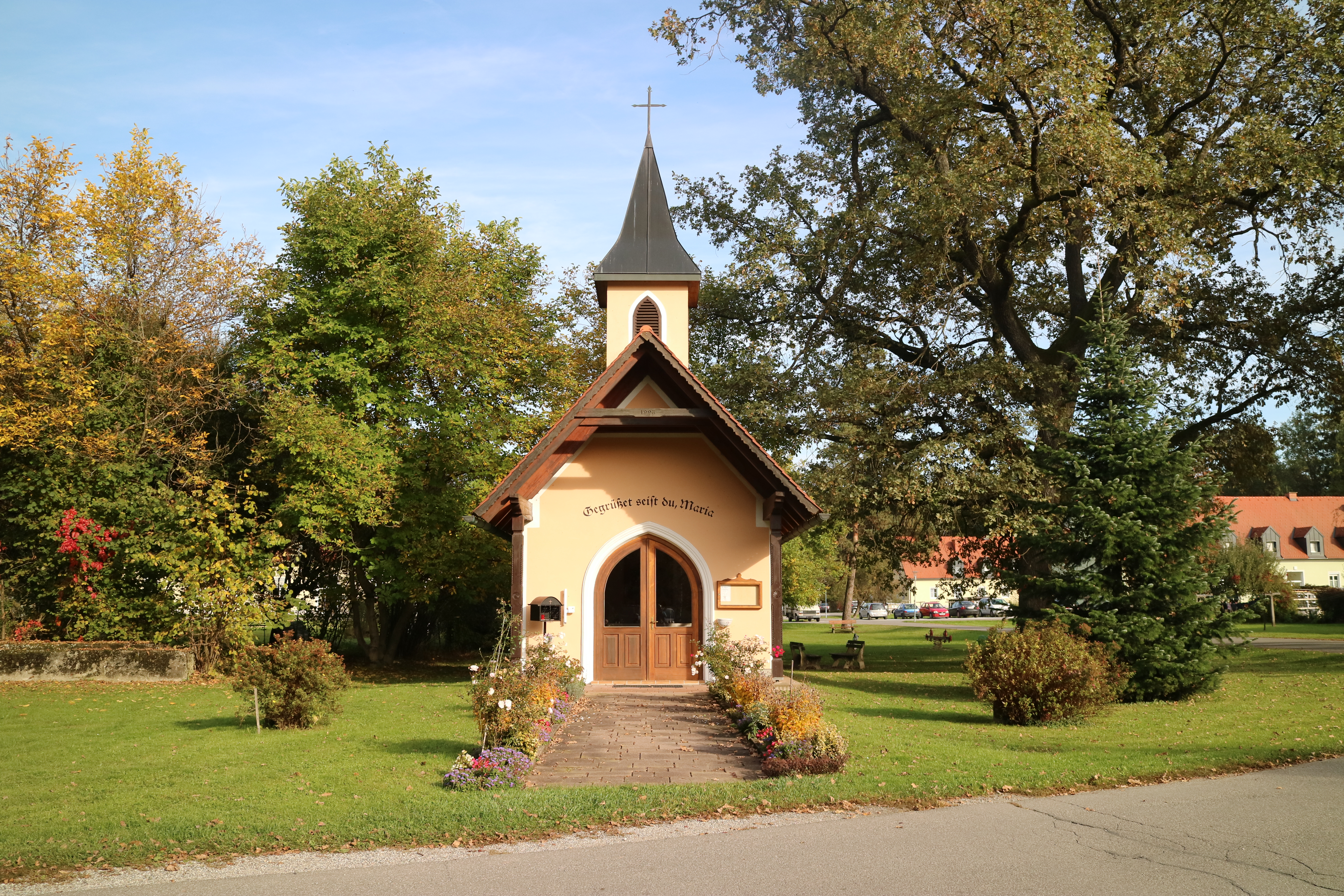
Kapelle in der Kaiserwaldsiedlung

Von Siedlungstätigkeit ist die Kaiserwaldterrasse bis heute weitgehend verschont geblieben. Grund dafür ist nicht nur die frühere Funktion als landesfürstlicher Jagdwald, sondern auch die lehmige Bodenbeschaffenheit, die eine ackerwirtschaftliche Nutzung vielerorts einschränkt. Daneben verfügt keiner der Bäche über eine für den Mühlenbetrieb ausreichende Wasserführung. Es finden sich lediglich vereinzelt zusammenhängende Ortsteile wie etwa im Raum Unterpremstätten oder die Kaiserwaldsiedlung, eine ehemalige Fliegersiedlung bei Zettling. Eine weitere jüngere Siedlung, für deren Errichtung Waldfläche weichen musste, ist die ebenfalls zur Gemeinde Premstätten gehörende Rehwegsiedlung an der Packer Bundesstraße. Aufgrund seiner Bedeutung als Grünzone und ökologischer Leitfunktion im regionalen Siedlungsleitbild sehen die örtlichen Entwicklungskonzepte der Gemeinden (OEK) und das Regionale Entwicklungsprogramm (REPRO) für den Steirischen Zentralraum im Raum Kaiserwald keine weiteren Bautätigkeiten vor.

### Verkehr

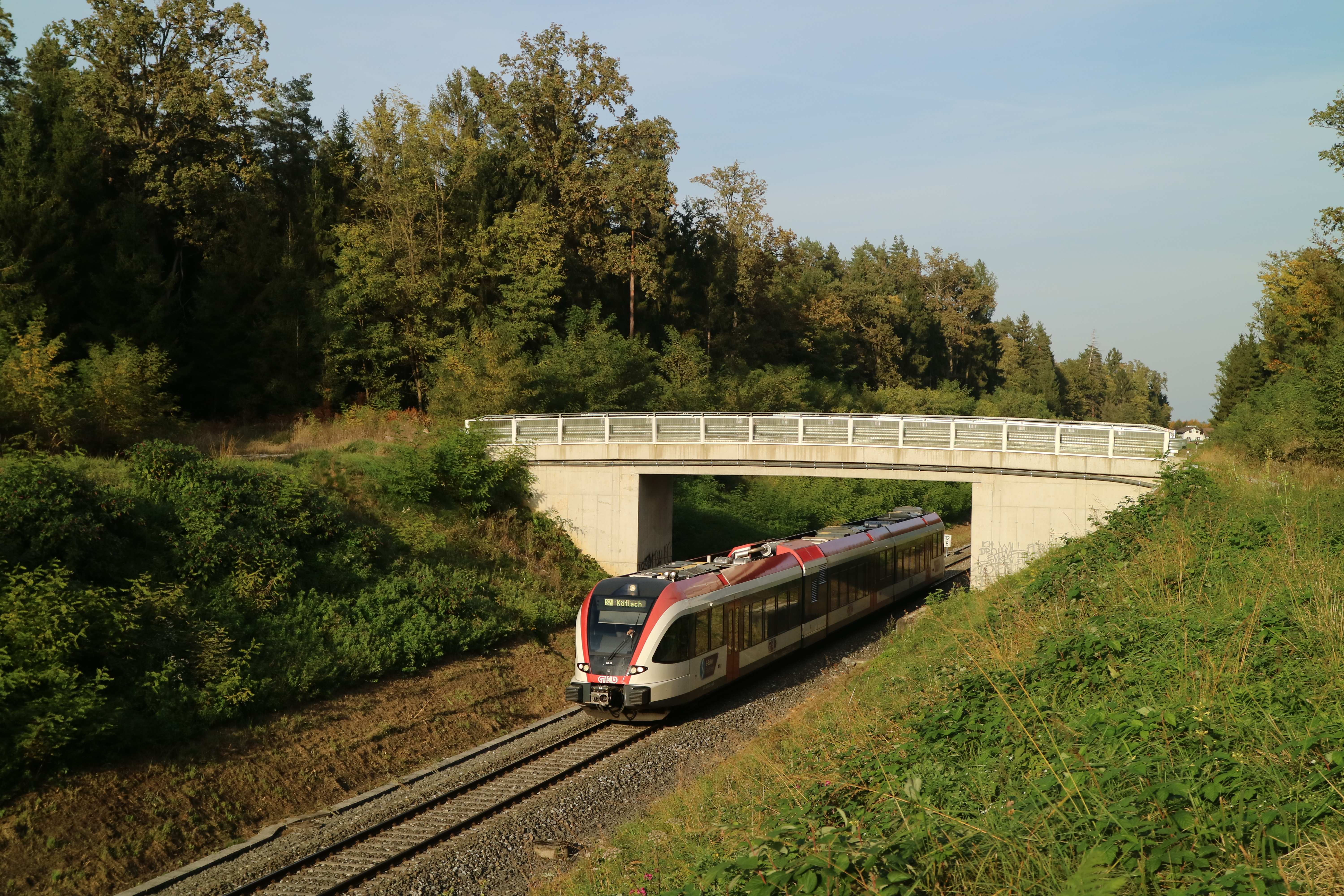
GKB-Zug im Kaiserwald

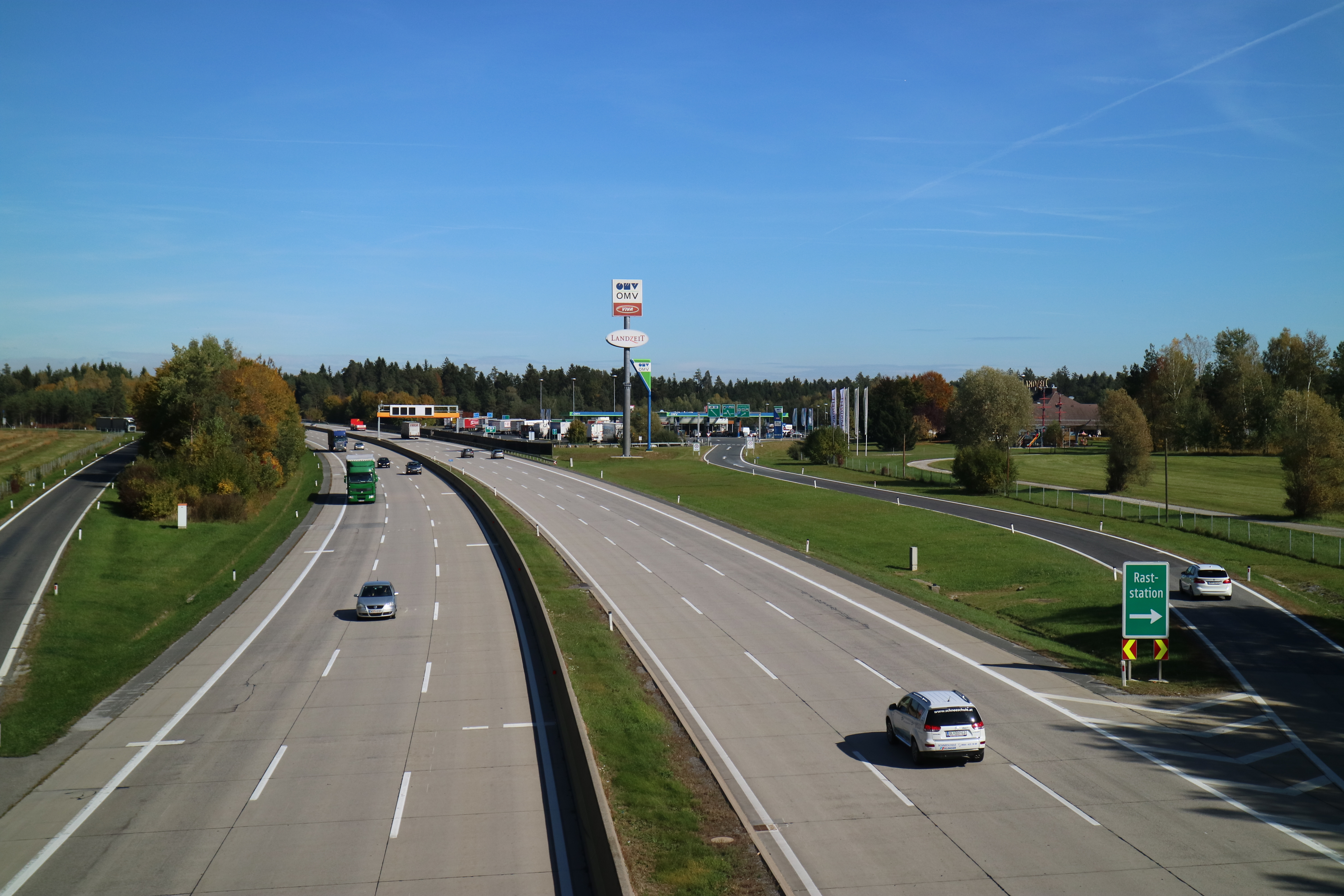
Süd Autobahn (A 2) mit Raststätte am westlichen Waldrand

Die Graz-Köflacher Bahn (GKB), ursprünglich für die Erschließung der weststeirischen Braunkohlereviere angelegt, führt seit ihrer Eröffnung im Jahr 1859 durch den Kaiserwald.
Die Trasse verläuft zunächst zwischen Windorf (Gemeinde Seiersberg-Pirka) und Unterpremstätten am Waldrand entlang und durchquert den Wald dann auf einer Geraden in Richtung Lieboch. Von der tief in den Wald hineinführenden Anschlussbahn der Wehrmacht, die einen Ausbau des Bahnhofs Premstätten-Tobelbad nötig gemacht hatte, ist heute nur noch die Trasse erkennbar.
Mit der Süd-Autobahn A 2, in diesem Abschnitt auch Europastraße 66, verläuft außerdem einer der wichtigsten Verkehrswege Österreichs durch den Kaiserwald. Die Errichtung des 8,5 Kilometer langen Teilstücks zwischen dem heutigen Knoten Graz-West und Lieboch wurde ab 1969 in Angriff genommen. Dieses fünfte Baulos der steirischen Süd Autobahn erhielt die Bezeichnung „Abschnitt Kaiserwald“ und machte für Ober- und Unterbau sowie Erstellung der provisorischen Fahrbahn Erdbewegungen von 2,6 Millionen Kubikmeter erforderlich. Gleichzeitig wurde die Anschlussstelle Lieboch samt Auffahrtsrampen für die Radlpass Straße erbaut. Die Auftragskosten wurden mit 125 Mio. Schilling veranschlagt und betrugen damit mehr als die Hälfte des für die Steiermark vorgesehenen Bundesjahresbudgets für den Autobahnbau.
Dabei kam eine neue Bauweise zur Anwendung, die im Jänner 1971 auf einer Informationstagung im Bauzentrum Graz von der Arbeitsgruppe „Untergrund“ der Forschungsgesellschaft für das Straßenbauwesen im Ingenieurs- und Architektenverein gemeinsam mit einem Arbeitsausschuss der österreichischen Kalkindustrie vorgestellt wurde. Durch die Zugabe von Branntkalk konnte man erheblich zur Bodenstabilisierung auf der lehmigen Kaiserwaldterrasse sowie am Kainachboden beitragen. Auf Gemeinde- und Güterwegen waren bereits zuvor Kalksand und -schotter zum selben Zweck angewandt worden, nicht jedoch im Autobahnbau.
Auf einer Verebnung über dem Gepringbach liegt die Raststätte Graz-Kaiserwald mit dazugehörigem Restaurant.
Daneben durchqueren fünf Landesstraßen den Wald, von Nord nach Süd sind dies Packer Straße B 70, Premstättenerstraße L 376, Muttendorferstraße L 374, Predingerstraße L 303 und Wundschuhstraße L 380.

### Naherholung
Ein Großteil des Kaiserwaldes ist im Waldentwicklungsplan (WEP) des Landes in der Kategorie Wälder mit hoher Wohlfahrtsfunktion eingestuft.
Über das gesamte Waldgebiet verteilt finden sich zahlreiche Gemeindewanderwege, namentlich etwa der Dobler Rundwanderweg, der Kneippweg bei Zwaring oder der Waldlehrpfad am Wundschuher Teich. Im südlichen Teil überquert zwischen Dietersdorf und Ponigl mit dem Grazer Umland-Weg (GUW) ein Weitwanderweg die Kaiserwaldterrasse. Entlang der L 374 führt der Erzherzog-Johann-Radweg (Landesradweg R 9) nach Stainz, ein unbeschilderter Radweg begleitet die L 303 bis zur Kaiserwaldsiedlung. Zudem ist der nicht asphaltierte Peter-Rosegger-Weg zwischen Zettling und der Kaiserwaldsiedlung für Radfahrer freigegeben.
Der Wundschuher Teich, eines von mehreren künstlich angelegten Stehgewässern am Poniglbach, wurde 1973 zu einem Badesee mit Campingplatz umgestaltet, der vor allem als Erholungszentrum für die Grazer Stadtbevölkerung gedacht war.
Seit einigen Jahren dient die Wasserfläche, auch Wundschuher See genannt, wie der Windorfer Teich und der Klingerteich bei Unterpremstätten als Angelteich. Alle drei Gewässer sind Teil von Landschaftsschutzgebieten.

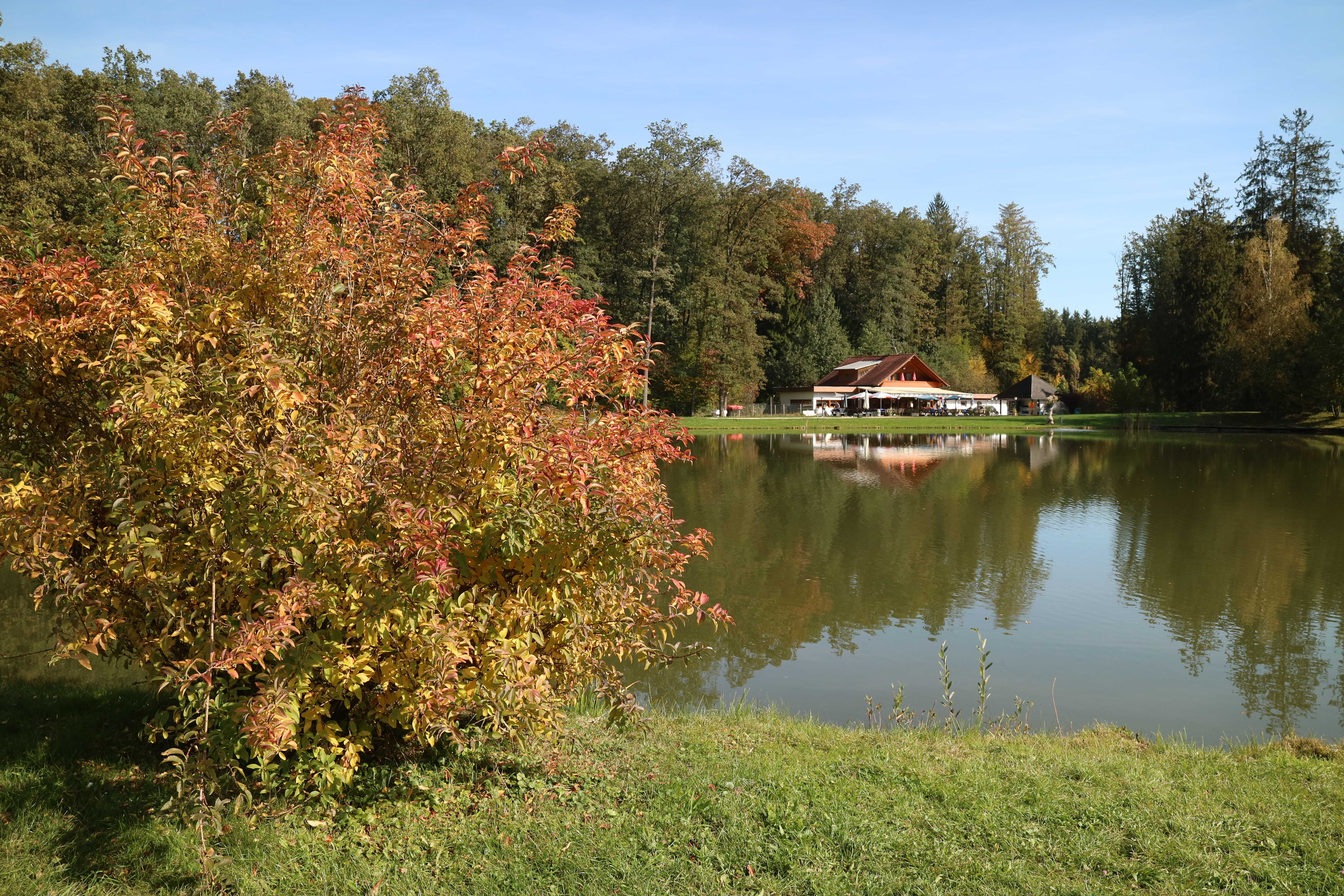
Wundschuher Teich
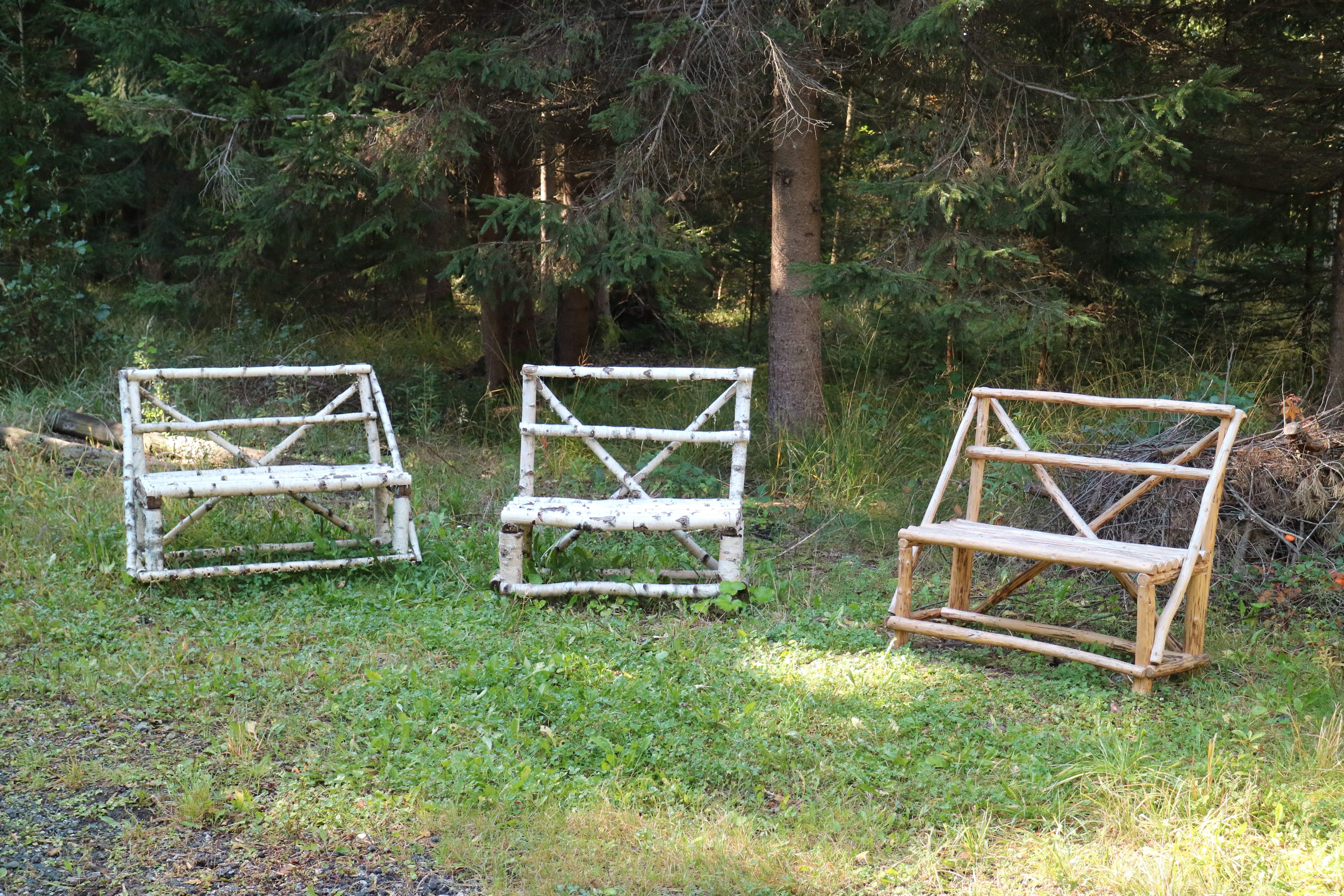
Bänke aus Birken- bzw. Fichtenholz
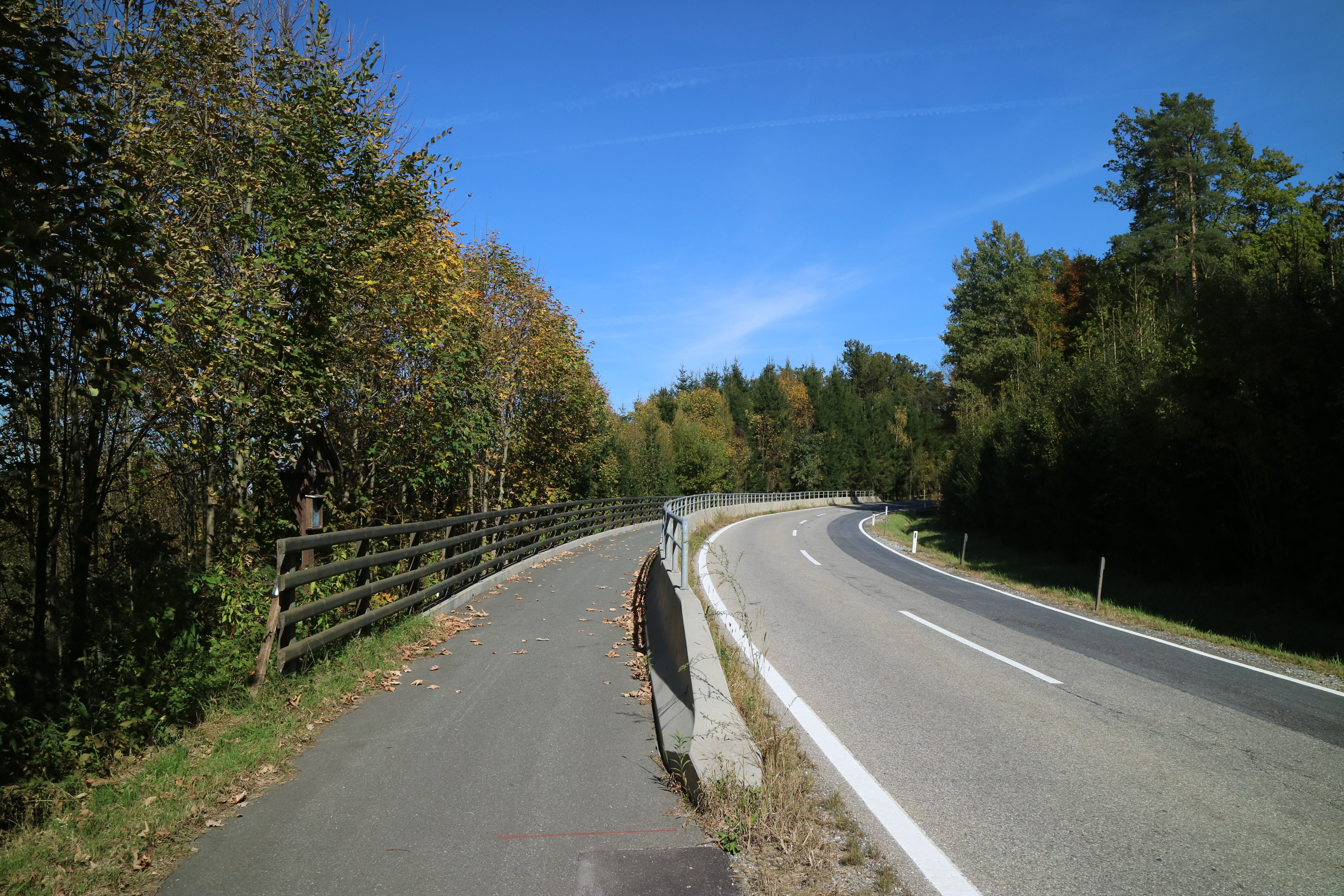
Erzherzog-Johann-Radweg (R 9)
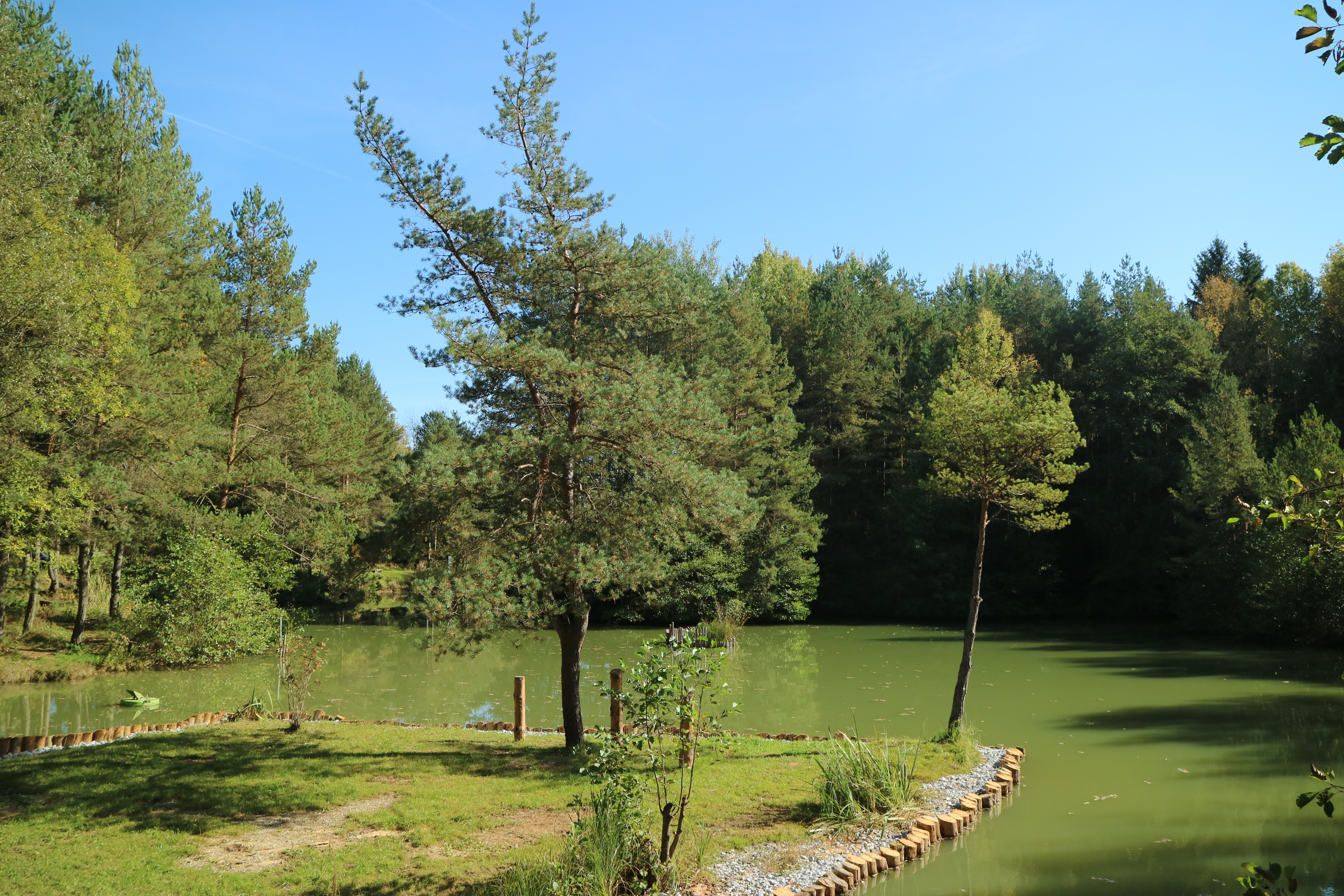
Insel im Windorfer Teich
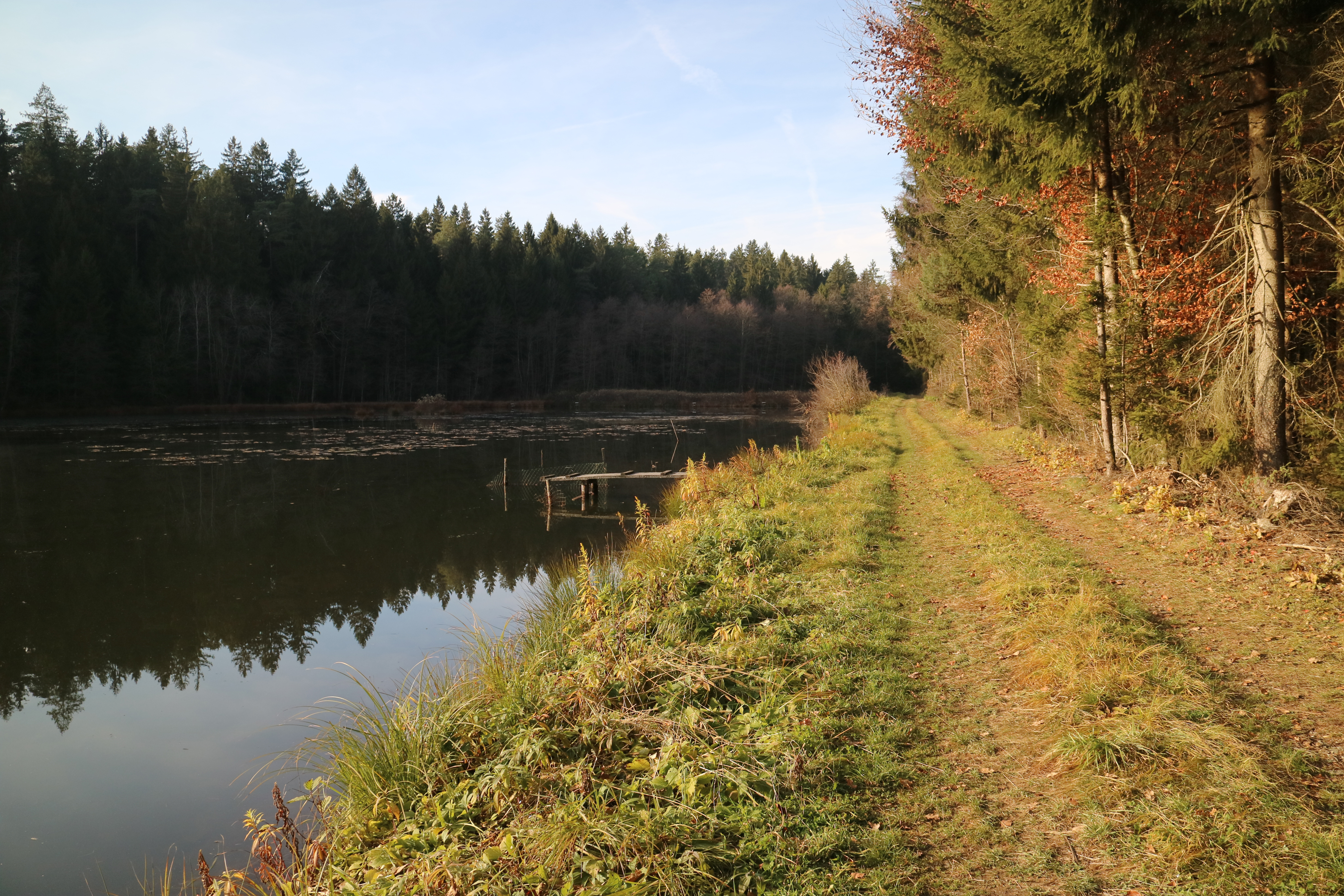
Wanderweg am Neuteich

### Natur- und Landschaftsschutz
Neben dem Erholungscharakter kommt dem Natur- und Landschaftsschutz ein hoher Stellenwert zu. Mit Stand 2017 gibt es je zwei Naturschutzgebiete, Landschaftsschutzgebiete und Geschützte Landschaftsteile, eine vom Land Steiermark als „Biotop“ ausgewiesene Fläche sowie ein Europaschutzgebiet (Natura 2000). Letzteres umfasst den Neuteich, den kleinsten der vier Wundschuher Teiche, und schützt den dort vorkommenden Vierblättrigen Kleefarn (Marsilea quadrifolia) gemäß Richtlinie 92/43/EWG (Fauna-Flora-Habitat-Richtlinie) der Europäischen Union.
Hervorzuheben ist außerdem das Naturschutzgebiet bei Unterpremstätten, das eine Reihe von Teichen des ehemaligen Lehmabbaugeländes unter Schutz stellt. Die außerhalb des Waldes gelegenen Ziegelteiche waren bereits ab 1989 für den Wohnungsbau zugeschüttet worden, was zum Verschwinden einiger seltener Pflanzenarten geführt hatte.
Das Regionale Entwicklungsprogramm für den Steirischen Zentralraum sieht für den Kaiserwald im Raum Wundschuh eine Biotopvernetzung mit den Grünzonen der Murauen in Werndorf vor.
| Foto | Bezeichnung                                   | Kürzel      | Lage                                          | Fläche  | Rechtsgrundlage                                                    | Einrichtung    |
| ---- | --------------------------------------------- | ----------- | --------------------------------------------- | ------- | ------------------------------------------------------------------ | -------------- |
|      | Unterpremstätten: Gepringbach                 | Biotop 6168 | Premstätten Standort                          | 6,55 ha | (Biotopkartierung im Auftrag der Steiermärkischen Landesregierung) | 4. Juni 1981   |
|      | Westliches Berg- und Hügelland von Graz       | LSG 29      | Seiersberg-Pirka Standort                     | 5720 ha | Verordnung der Steiermärkischen Landesregierung                    | 29. Juni 1981  |
|      | Wundschuher Teiche                            | LSG 32      | Premstätten, Dobl-Zwaring, Wundschuh Standort | 576 ha  | Verordnung der Steiermärkischen Landesregierung                    | 29. Juni 1981  |
|      | Teichanlage in Unterpremstätten               | GLT 104     | Premstätten Standort                          | 2,67 ha | Bescheid der BH Graz-Umgebung                                      | 19. Mai 1983   |
|      | Windorfer Teich                               | GLT 108     | Seiersberg-Pirka Standort                     | 6,05 ha | Bescheid der BH Graz-Umgebung                                      | 13. April 1988 |
|      | Feuchtbiotop Doblwiesen                       | NSG c 78    | Dobl-Zwaring Standort                         | 1,02 ha | Verordnung der BH Graz-Umgebung                                    | 11. Mai 1992   |
|      | Teilbereiche des ehemaligen Lehmabbaugeländes | NSG c 65    | Premstätten Standort                          | 3,21 ha | Verordnung der BH Graz-Umgebung                                    | 10. Juni 1997  |
|      | Wundschuh-Neuteich                            | FFH Nr. 45  | Wundschuh Standort                            | 3,1 ha  | Verordnung der Steiermärkischen Landesregierung                    | 4. Mai 2017    |

1. ↑  Das Landschaftsschutzgebiet Westliches Berg- und Hügelland von Graz (LSG 29) umfasst nur einen kleinen Teil des Kaiserwaldes in der Gemeinde Seiersberg-Pirka und besteht größtenteils am Plabutsch-Buchkogelzug und im Thaler Becken.

Daneben sind im Kaiserwald bzw. im Bereich der Kaiserwaldterrasse drei Objekte als Naturdenkmäler ausgewiesen. In der Gemeinde Dobl-Zwaring wurden 1979 eine Sommerlinde (Tilia platyphyllos) sowie 1985 eine Stieleiche (Quercus robur) unter Denkmalschutz gestellt, in der Gemeinde Wildon (damals Gemeinde Weitendorf) 1985 Teile des Basaltsteinbruchs.

## Rezeption
In der Anrainergemeinde Wundschuh hielt der Kaiserwald indirekt Einzug in die Heraldik. Das 1965 verliehene Gemeindewappen zeigt eine schwarze Schlange mit Goldkrönchen zwischen zwei Fichtenbäumen. Dieses Motiv geht auf den mittelhochdeutschen Ortsnamen „Wurmschach“ zurück, wobei wurm eine Schlange und schach einen einzeln stehenden Wald bezeichnet. Die zwischen Agrar- und Gewerbeflächen des Grazer Feldes erhaltenen Waldreste werden heute noch Schachenwälder genannt. Ein tatsächlicher „Schlangenwald“ soll sich in Form eines Sumpfgebiets im Kaiserwald befunden haben. Um vor den Bissen der giftigen Reptilien geschützt zu sein, mussten bei Rodungsarbeiten hohe Fellstiefel getragen werden.
Die Kleine Zeitung druckte am 5. November 1933 die Geschichte Der Räuberhauptmann vom Kaiserwald von Karl Reiterer auf dem Titelblatt. Die Handlung ist im Kaiserwald des Jahres 1787 angesiedelt, wo eine gefürchtete Räuberbande ihr Unwesen treibt. Als der Händler des wohlhabenden Grazer Kaufmanns Oswald Morain eines Tages nicht aus Triest zurückkehrt, schickt dieser seine Dienstmagd Rosi, um ihn ausfindig zu machen. Das junge Mädchen verkleidet sich als Bursche und fährt mit einem Wagen nach Premstätten. Nachdem sie von den Räubern überfallen wird, findet sie nicht nur den vermissten Händler Steffl wieder, sondern stellt entsetzt fest, dass ihr Geliebter Hansl, der als Ochseneinkäufer für einen Selchermeister arbeitet, zum Räuberhauptmann geworden ist. Hansl hatte die 400 Gulden für seinen letzten Auftrag in einem Puntigamer Wirtshaus verspielt und aus Angst, mit leeren Händen zurückzukehren, seine Gegenspieler, zwei Räuber, in den Kaiserwald begleitet. Rosi und Steffl berichten in Graz von ihrer Misere, woraufhin das Militär ausgesandt wird, um die Banditen im Gestrüpp des Waldes aufzuspüren. In Graz wird den Räubern, unter ihnen der „Schinderpeter“ und der „Rote Jöbstl“, der Prozess gemacht. Sie entgehen dem Galgen, erhalten aber mehrjährige Kerkerstrafen im Reckturm. Todtraurig über das Schicksal ihres Geliebten, wendet sich Rosi bei einem Stadtbesuch von Joseph II. an den Kaiser höchstpersönlich. Sie bekniet den Monarchen um Gnade für ihren Hansl, bis er dessen Gefängnisstrafe verkürzt. Später heiraten Rosi und Hansl und gründen am Griesplatz den Gasthof „Zum steirischen Hiesel“.
Der Name Kaiserwald schlägt sich neben der Bezeichnung für die Autobahnraststätte in drei Straßennamen in der Umgebung nieder. So existiert in Weitendorf die Straße Am Kaiserwald und sowohl in der Kaiserwaldsiedlung (Gemeinde Premstätten) als auch in Kasten (Gemeinde Wundschuh) ein Kaiserwaldweg. Die Bezeichnung für eine Straße gleichen Namens im mehr als zehn Kilometer entfernten 9. Grazer Stadtbezirk Waltendorf geht hingegen auf ein lokales Waldstück zurück.